# Art deco

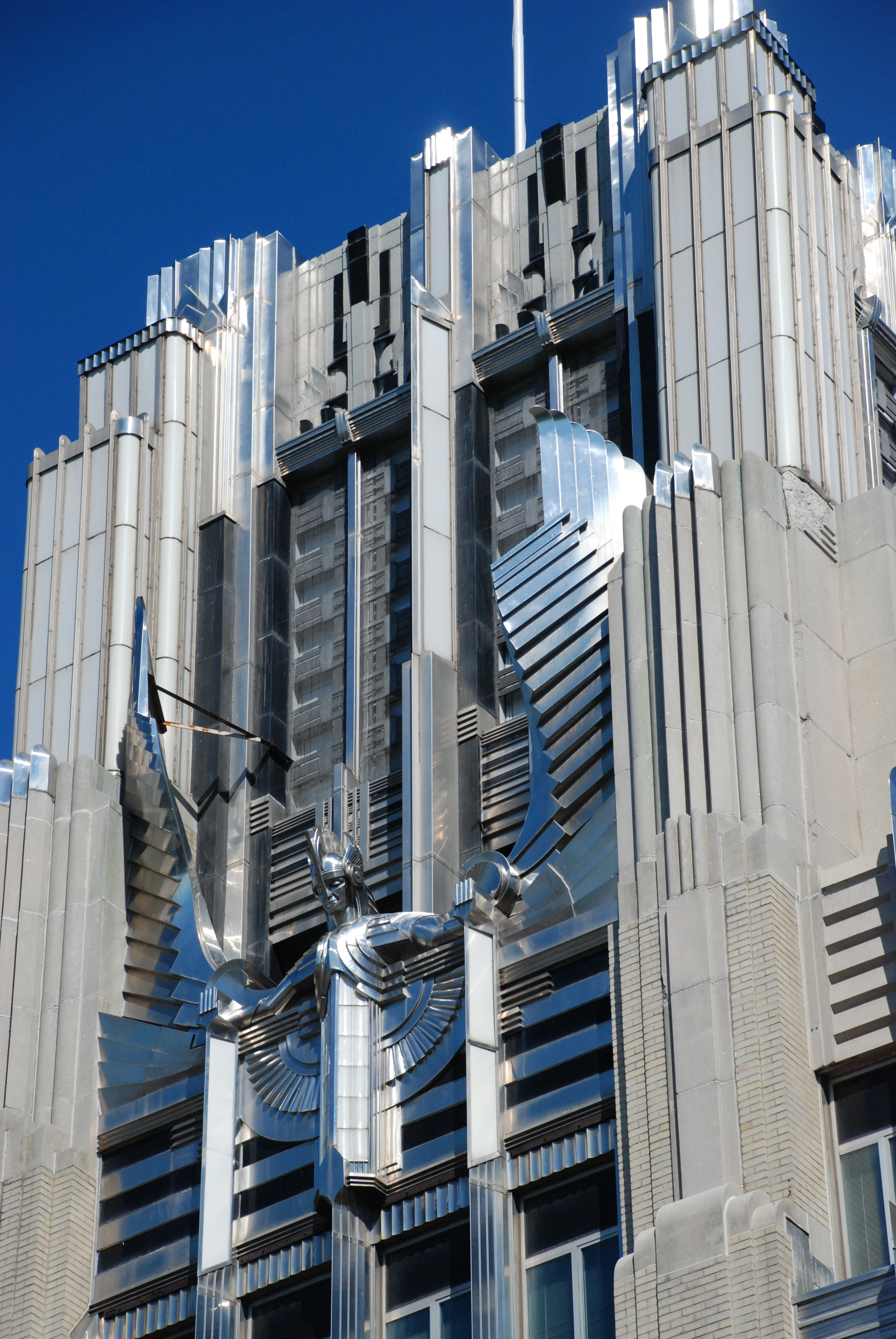
Detail van het Niagara Mohawk-gebouw in Syracuse (New York)

De art deco (art-deco geschreven in samenstellingen) was een populaire stijlbeweging van 1920 tot 1939 die haar weerslag had op de decoratieve en toegepaste kunst, in de architectuur, het grafische, industriële en interieurontwerp, maar ook in de beeldende kunst en de kledingmode.
De beweging was in zekere zin eclectisch, dat wil zeggen een mengelmoes van vele verschillende stijl- en kunststromingen uit de eerste decennia van de 20e eeuw. Belangrijkste kenmerk van art deco, en tevens het onderscheid met de meer organische Jugendstil of art nouveau, is de omarming van technologie in aanvulling op traditionele motieven. De stijl wordt vaak gekenmerkt door rijke kleuren, geometrische figuren en overdadige versieringen.

## Geschiedenis

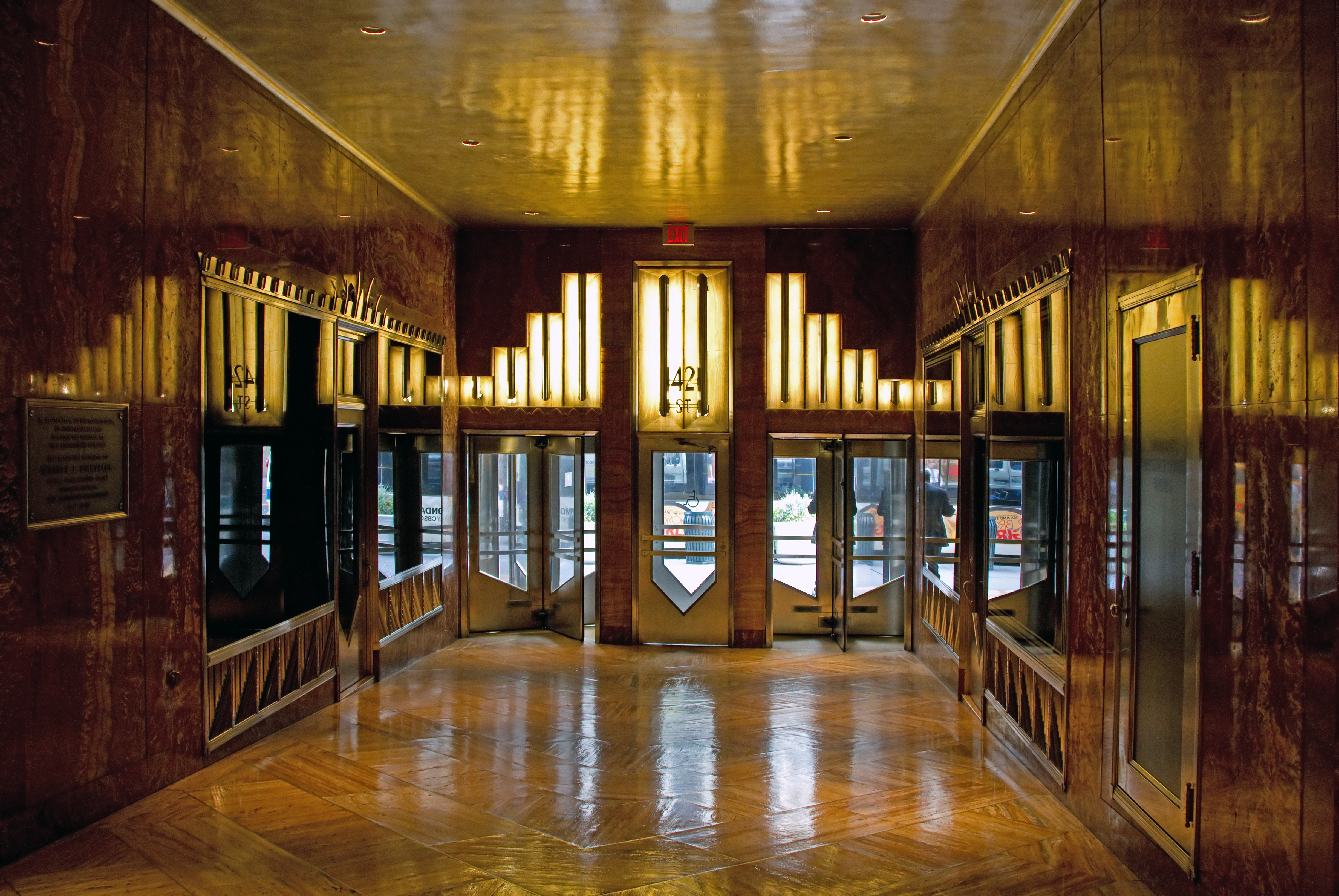
Entreehal van het Chrysler Building, New York (1928-30)

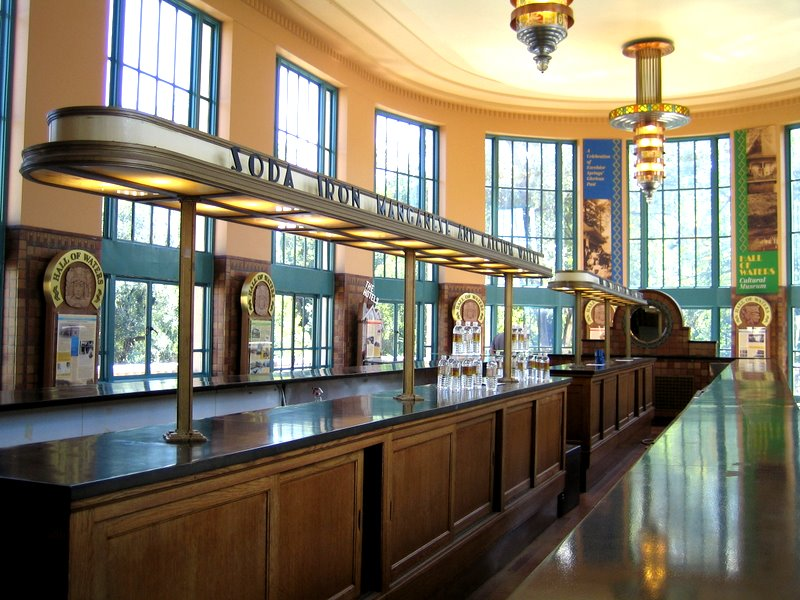
De Water Bar in de Hall of Waters, Excelsior Springs, Missouri (1936-38)

Na de wereldtentoonstelling van 1900 in Parijs formeerde een aantal Franse kunstenaars een informeel collectief onder de naam La Société des artistes décorateurs (vereniging van decoratievormgevers). Enkele van de grondleggers waren bekende art-nouveaukunstenaars als Hector Guimard en Eugène Grasset. De doelstelling hiervan was de leidende positie en ontwikkeling van de Franse decoratieve kunst te tonen aan de internationale wereld. In 1925 organiseerden zij in Parijs de Exposition Internationale des Arts Décoratifs et Industriels Modernes, waarvan de kunsthistoricus Bevis Hillier in 1968 met het boek Art Deco of the 20s and 30s de term 'art deco' afleidde.
Deze wereldtentoonstelling was de eerste waarbij artistieke vernieuwing als voorwaarde in de reglementen was opgenomen, wat leidde tot een keur aan nieuwe stijlelementen. Er ontstond ook een nieuw soort eclecticisme, waarbij kenmerken van verschillende stijlen en stromingen gecombineerd werden, zoals het expressionisme, kubisme, modernisme en functionalisme. Hierdoor kan het voorkomen dat een glazen vaas, een bronswerkje en een eetkamerameublement alle drie geclassificeerd kunnen worden als art deco, en tegelijk geen enkel uiterlijk stijlkenmerk gemeen hebben.
Ook de internationale uitingen van de art deco verschillen op een groot aantal essentiële punten. Het vraagt in bepaalde gevallen een geoefend oog om in de architectuur bijvoorbeeld late geometrische art nouveau niet te classificeren als art deco, omdat beide een stijloverlapping kennen. Art deco is meer het tijdvenster tussen beide wereldoorlogen rond een verzameling van verschillende stijlen die in ieder geval met elkaar gemeen hebben dat zij alle een reactie waren op de organische ornamentiek van de Duits-Oostenrijkse jugendstil en de Frans-Belgische curvilineaire art nouveau.
Het gebruik van de term art deco nam pas na 1971 een vlucht als gevolg van de door Hillier georganiseerde tentoonstelling in het Minneapolis Institute of Arts onder de naam Art Deco, en het als boek uitgegeven verslag daarvan: The World of Art Deco.
In de architectuur vormde art deco vaak een element binnen een andere architectuurstroming. In Nederland werd deze vormgeving bijvoorbeeld vaak geïntegreerd in de Amsterdamse School. Bij de Amsterdamse School zijn dat de nadruk op de rechte en hoekige lijn en de toepassing van het verticaal cilindrisch gebogen vlak. Ook de "Nieuwe Kunst" uit de jaren 1930 die bekend staat als nieuwe zakelijkheid is verwant met de art deco. Een vervolg op de art deco was de Streamline Design, vooral in Amerika.

## Voorbeelden

### Verenigde Staten

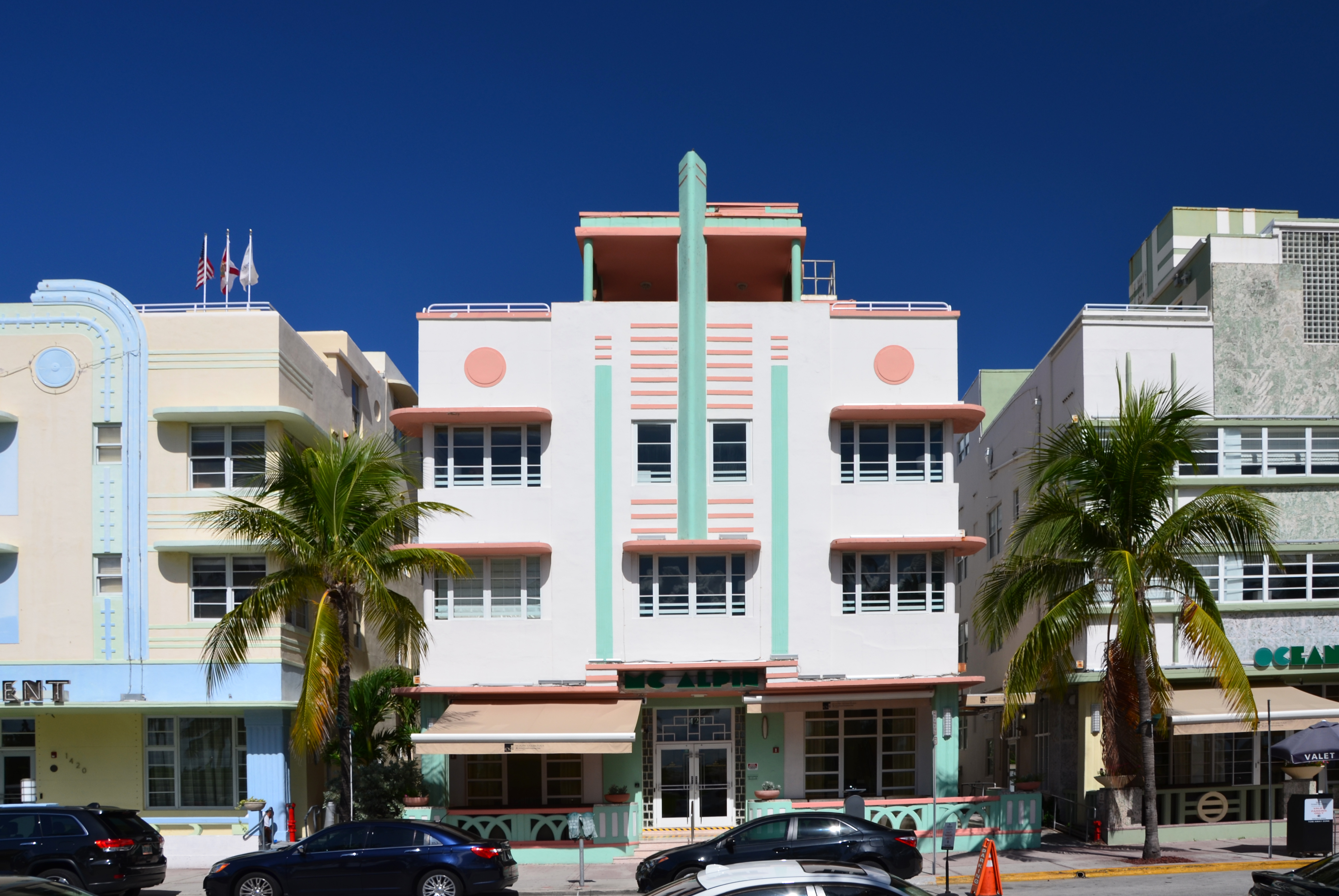
Ocean Drive, Miami Beach

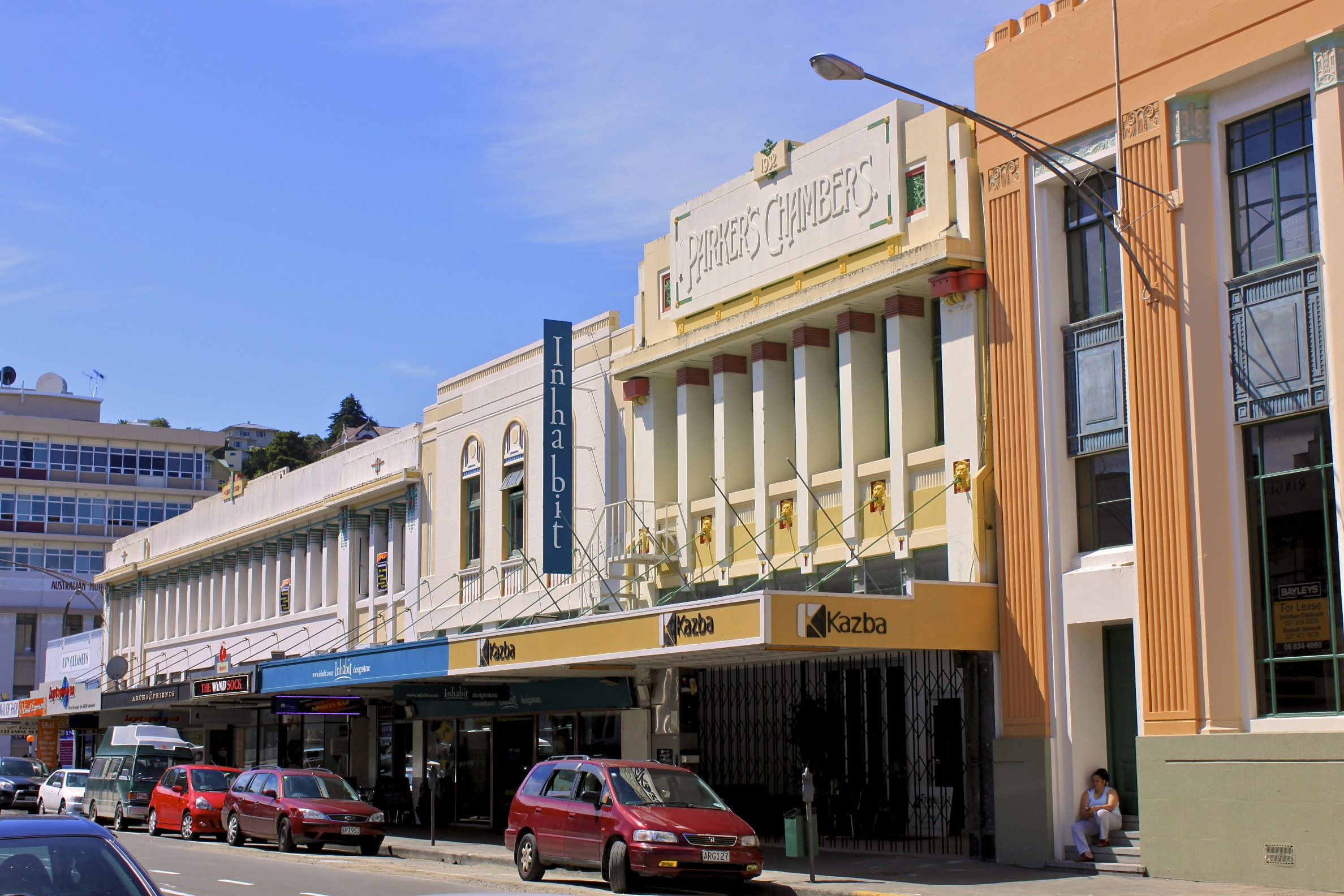
Hastings Street, Napier

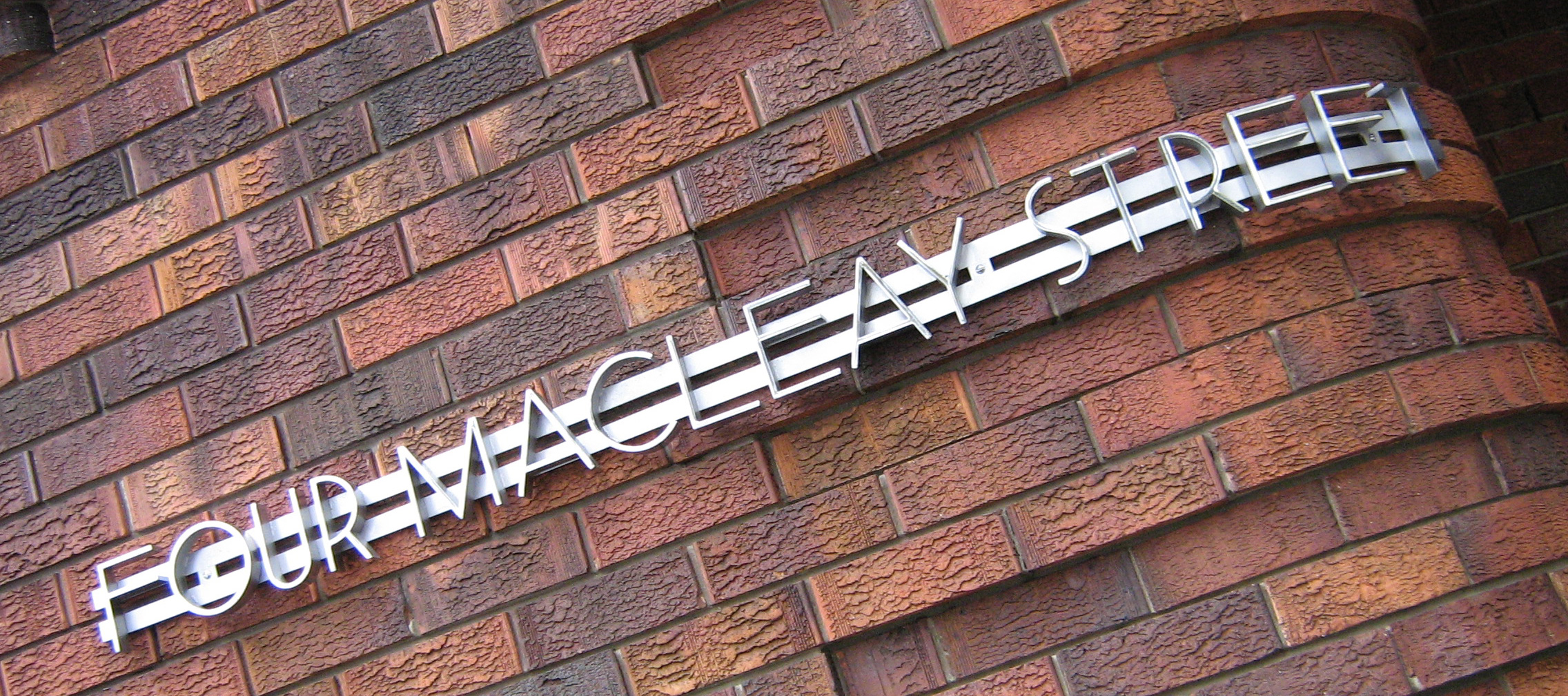
Art-decoletters, Sydney

Het Chrysler Building in New York, gebouwd in 1928-30 naar ontwerp van William van Alen, is een van de grootste en bekendste art deco gebouwen en wordt vaak gezien als het icoon van deze stijl. Veel andere wolkenkrabbers in New York, Chicago, Montreal en andere Noord-Amerikaanse steden vertonen kenmerken van deze stijl.
De grootste concentratie art-decogebouwen ter wereld is het zogenaamde Art Deco District in Miami Beach met enkele honderden hotels, appartementengebouwen en andere bouwwerken, veelal geschilderd in pasteltinten en voorzien van neonverlichting. De meeste historische gebouwen bevinden zich aan de boulevard Ocean Drive. De wijk is sinds 1979 een historic district.
In diverse attractieparken van de filmmaatschappij Disney en Universal zijn diverse straten en themagebieden gebouwd in art deco. Deze bebouwing is gebaseerd op de jaren 30 van de 20e eeuw.

### Nieuw-Zeeland
De Nieuw-Zeelandse stad Napier heeft eveneens een sterke concentratie van art-decoarchitectuur. Het stadscentrum werd in deze stijl herbouwd na een verwoestende aardbeving in februari 1931. Elk jaar vindt er in februari het Art Deco Weekend plaats.

### België en Nederland
In België was de art deco een veelgebruikte bouwstijl, die voortvloeide uit de art nouveau. Monumentale gebouwen zijn bijvoorbeeld de Nationale Basiliek van het Heilig Hart in Koekelberg en het symmetrische Maison du Peuple in Dour. Ook de zogenaamde Boerentoren te Antwerpen (ooit de hoogste wolkenkrabber van Europa) is een gekend voorbeeld van deze stijl. In Luik is het monument voor de intergeallieerden op de Cointe-heuvel een bekend art-decogebouw. In Charleroi is dat het stadhuis met belfort.
De Nederlandse architectuur van de jaren 1920 en 30 werd gekenmerkt door het realisme van Berlage (en navolgers), het functionalisme (o.a. Rietveld) en de Amsterdamse School (met o.a. Michel de Klerk, Piet Kramer en Jo van der Mey). Van dit rijtje komt de Amsterdamse School nog het meest overeen met de stijldefinities van de internationale art deco. Wellicht het meest pure art-decogebouw in Nederland is Radio Kootwijk, in 1923 ontworpen door Julius Luthmann.

### Zuid-Afrika
Het Voortrekkermonument in Pretoria is een van de belangrijkste monumenten van Zuid-Afrika. Het bouwwerk vertelt het verhaal van de Voortrekkers, de nazaten van Nederlandse kolonisten uit de Kaap die, na de Britse overname van de Kaapkolonie het binnenland introkken om onafhankelijke Boerenrepublieken te stichten. Pretoria was de hoofdstad van de ZAR. Voor de opening van het monument in 1949 was het Nasionale Vrouemonument in de hoofdstad van de voormalige Oranje Vrijstaat, Bloemfontein, het belangrijkste monument van Zuid-Afrika.

## Afbeeldingen

### Bouwkunst

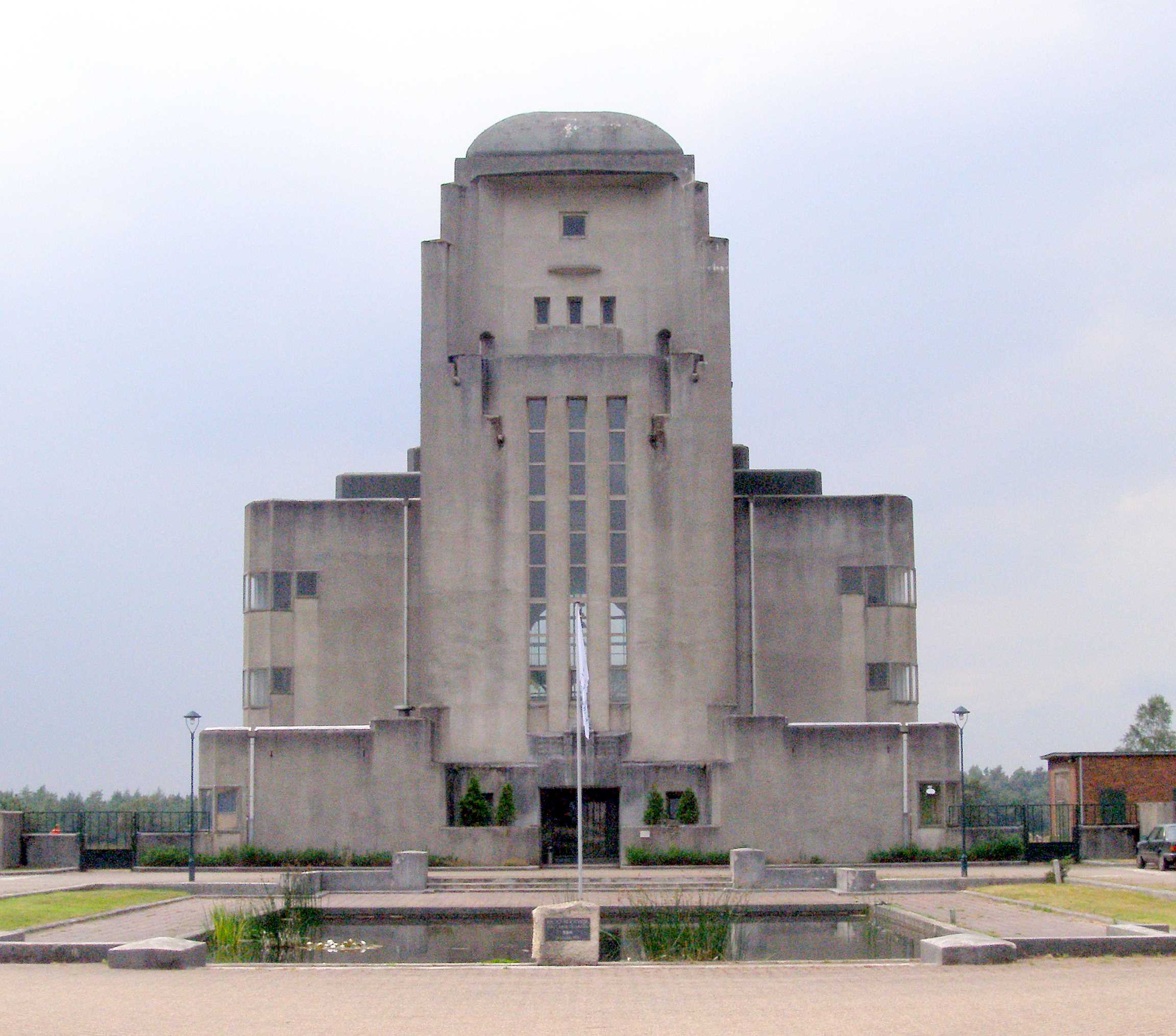
Radio Kootwijk (Julius Luthmann, 1923)
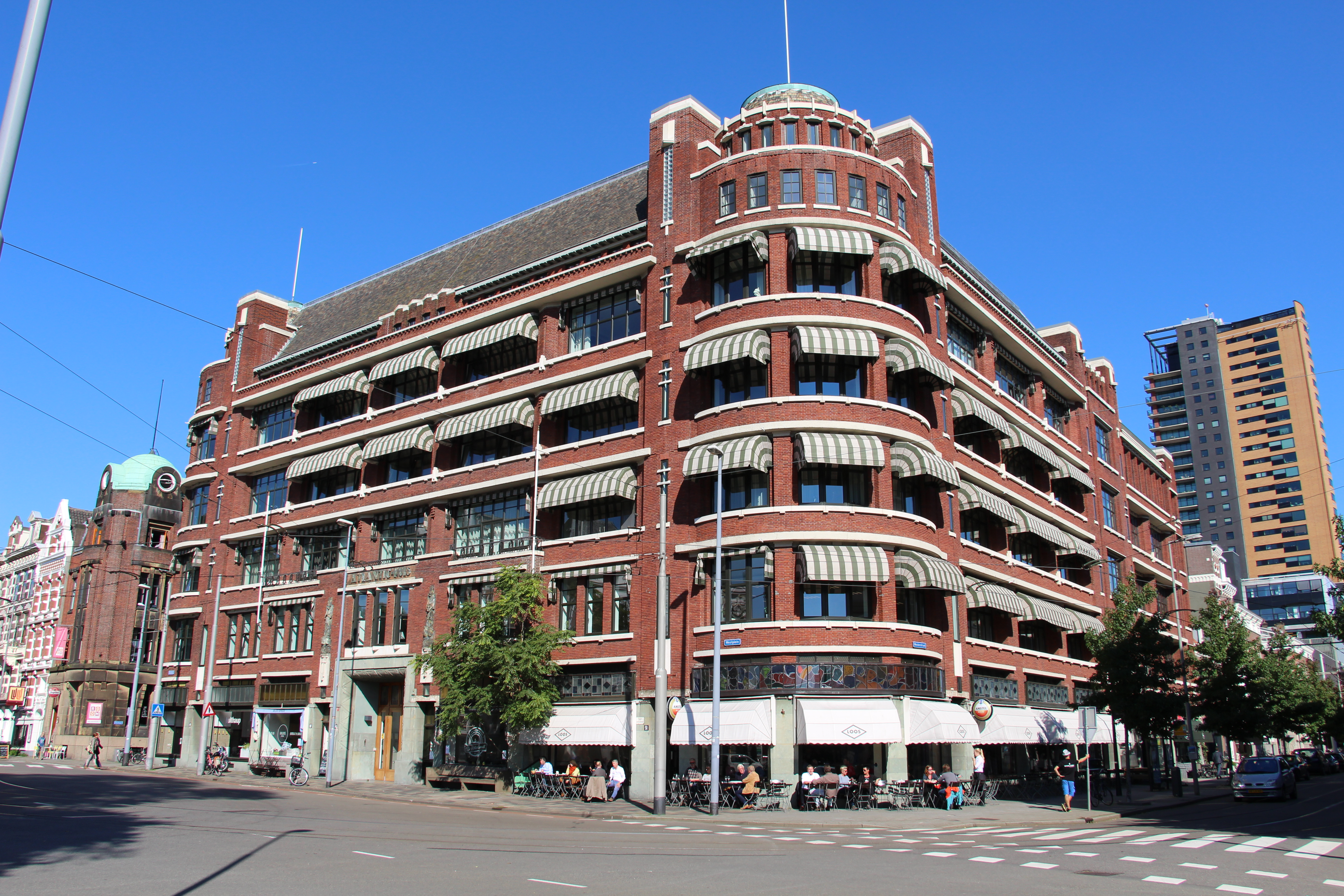
Atlantic Huis, Rotterdam (1928)
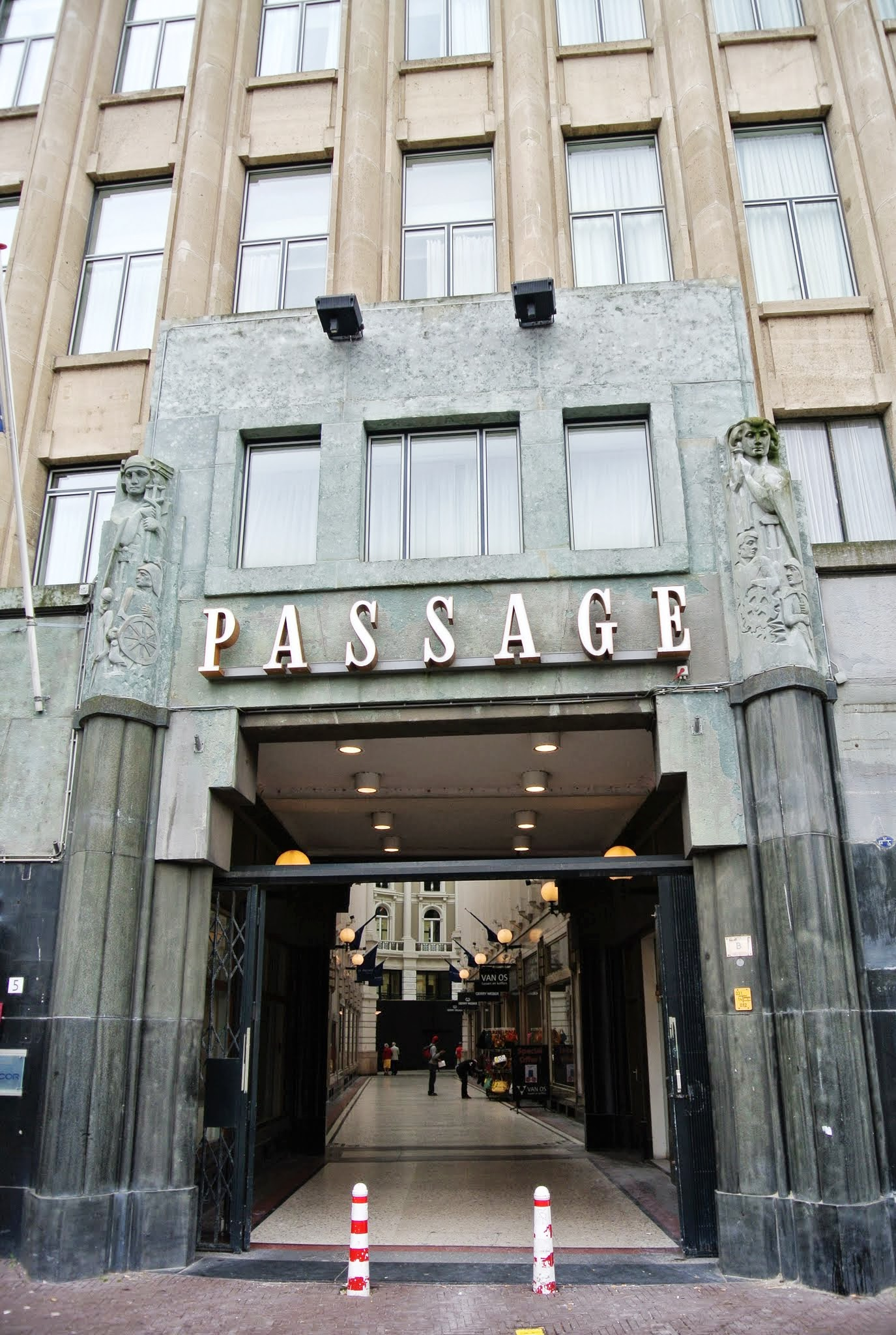
De derde ‘arm’ van de Passage, Den Haag (1929)
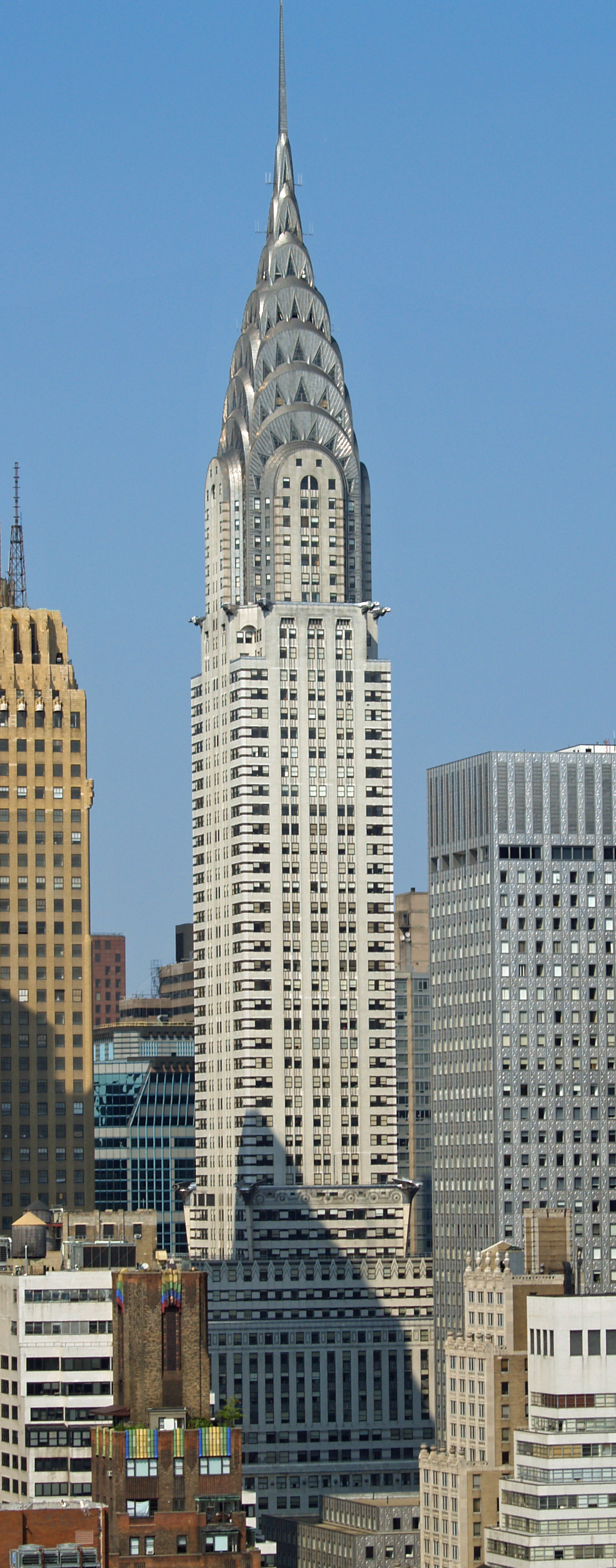
Chrysler Building, New York (1930)
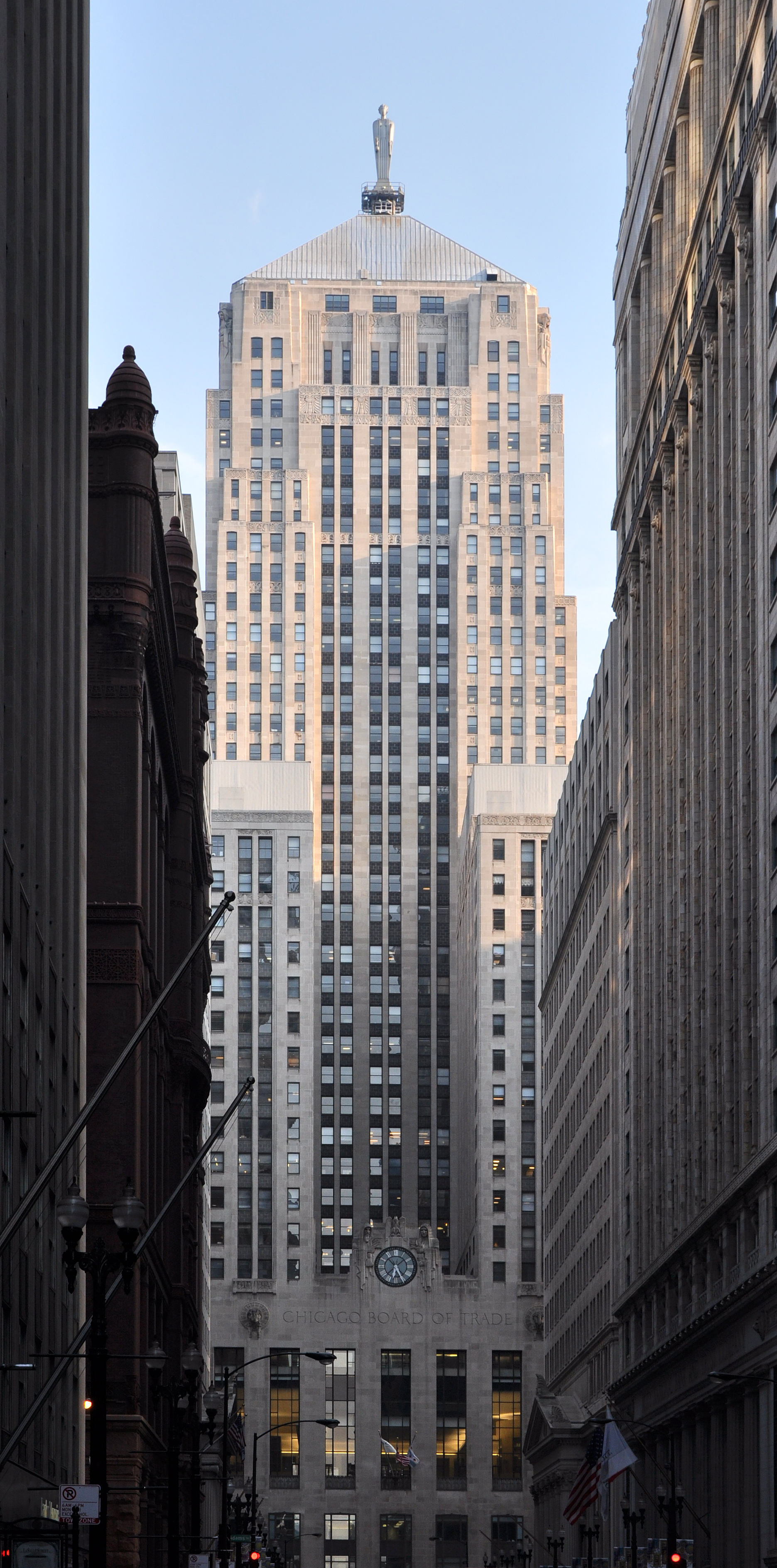
Chicago Board of Trade Building (1930)
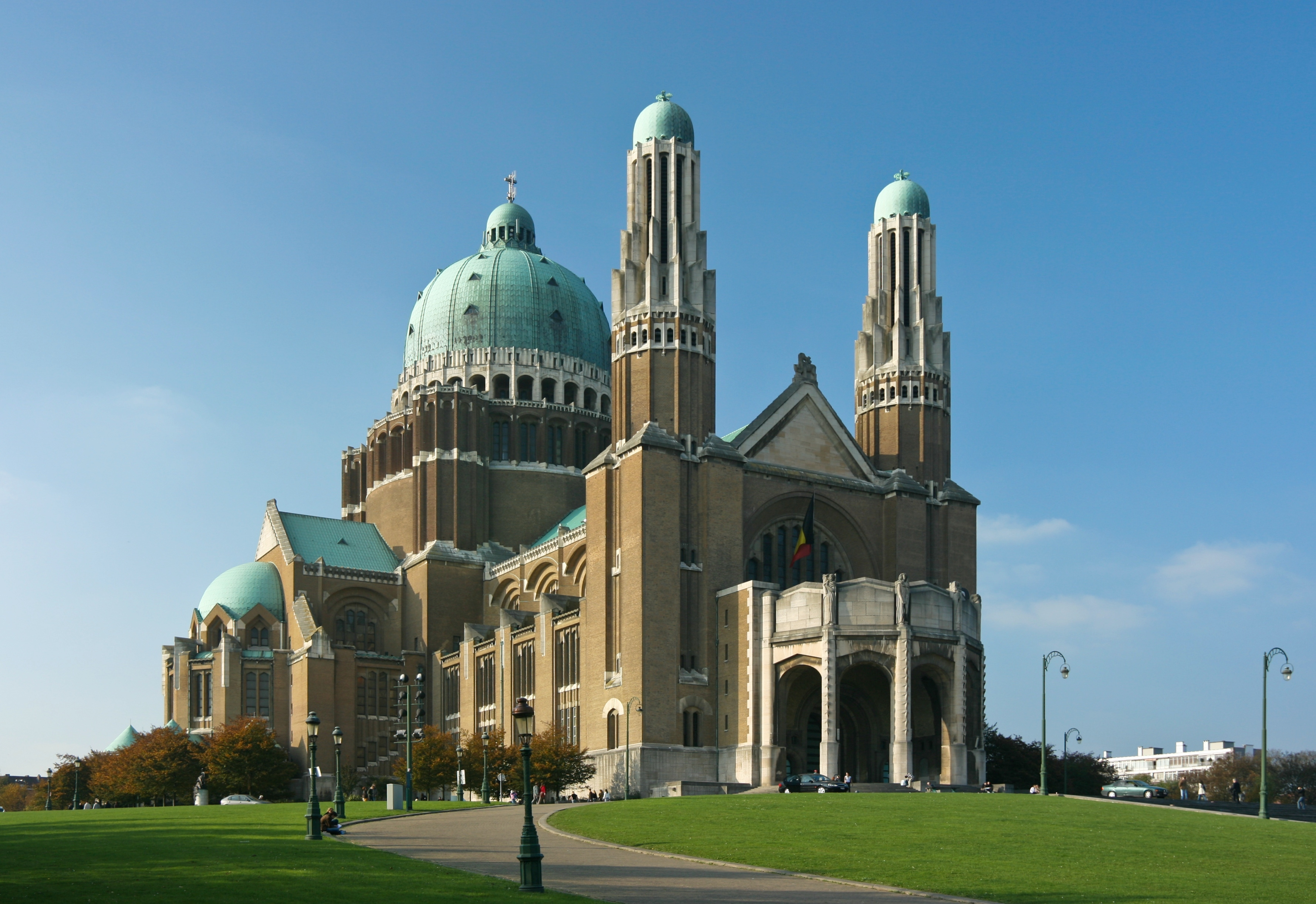
Nationale Basiliek van het Heilig Hart in Brussel-Koekelberg
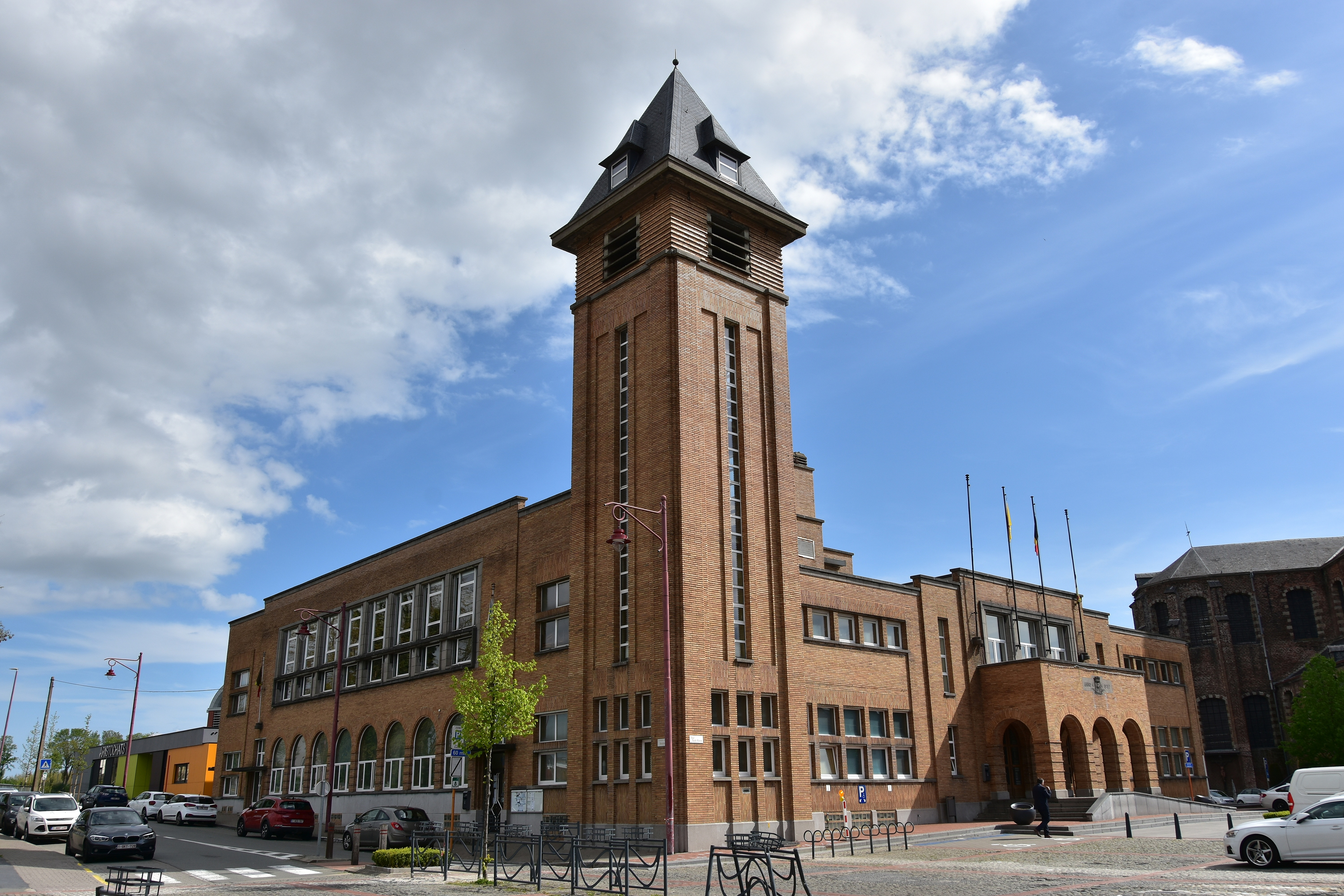
Gemeentehuis in Leuze-en-Hainaut
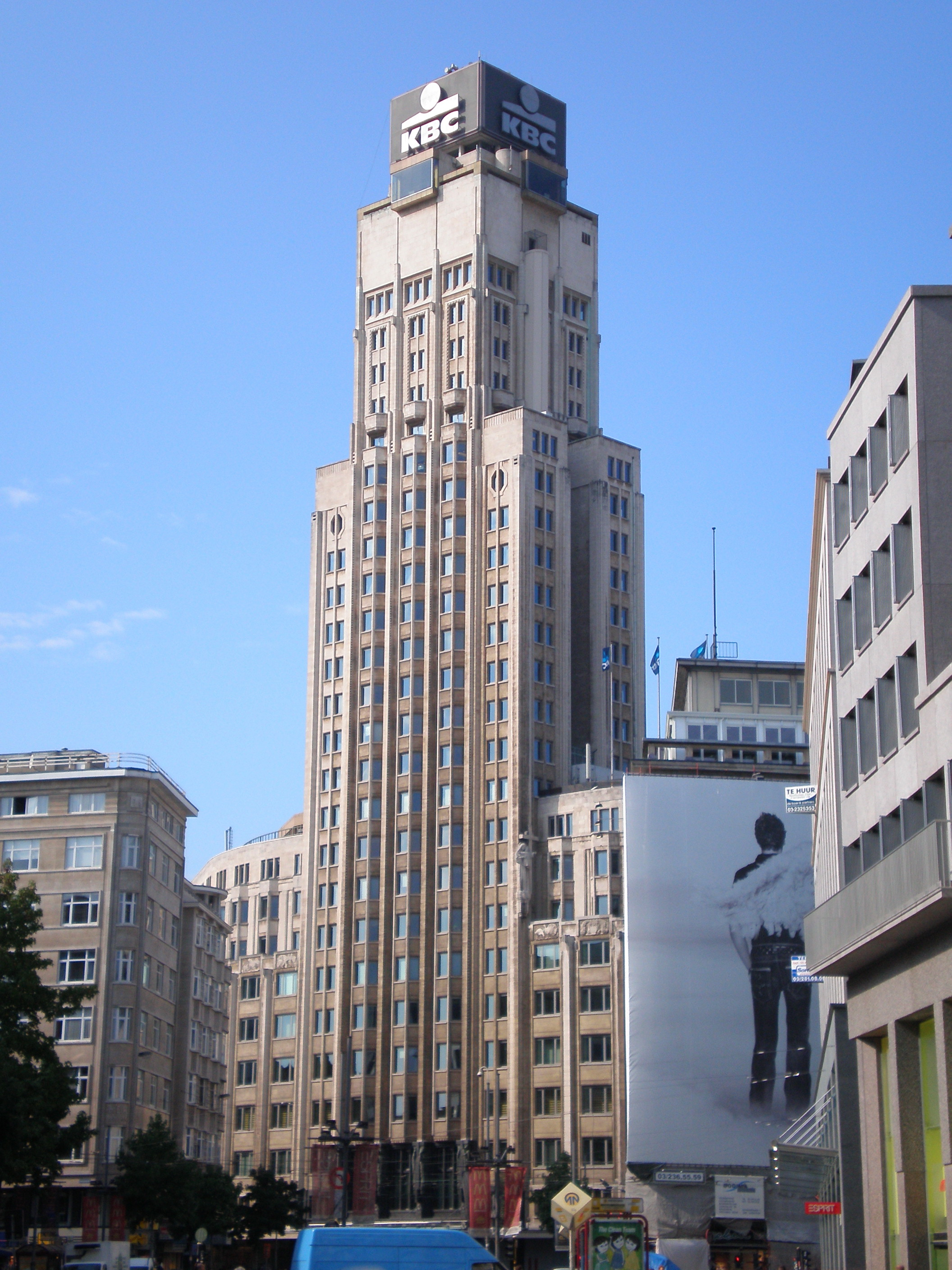
Boerentoren, Antwerpen (1931)

### Architectuurdetails

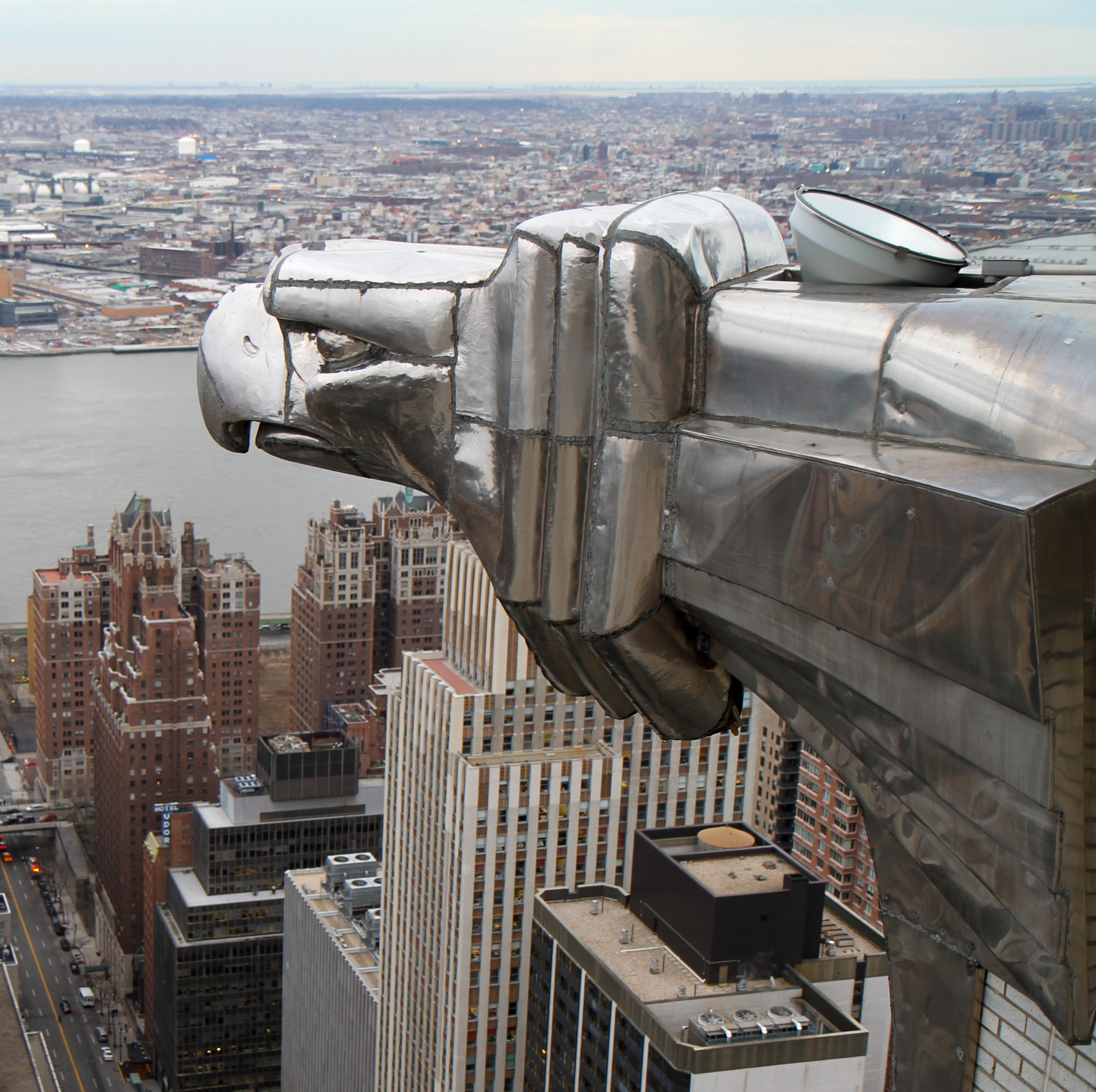
Chrysler Building, New York
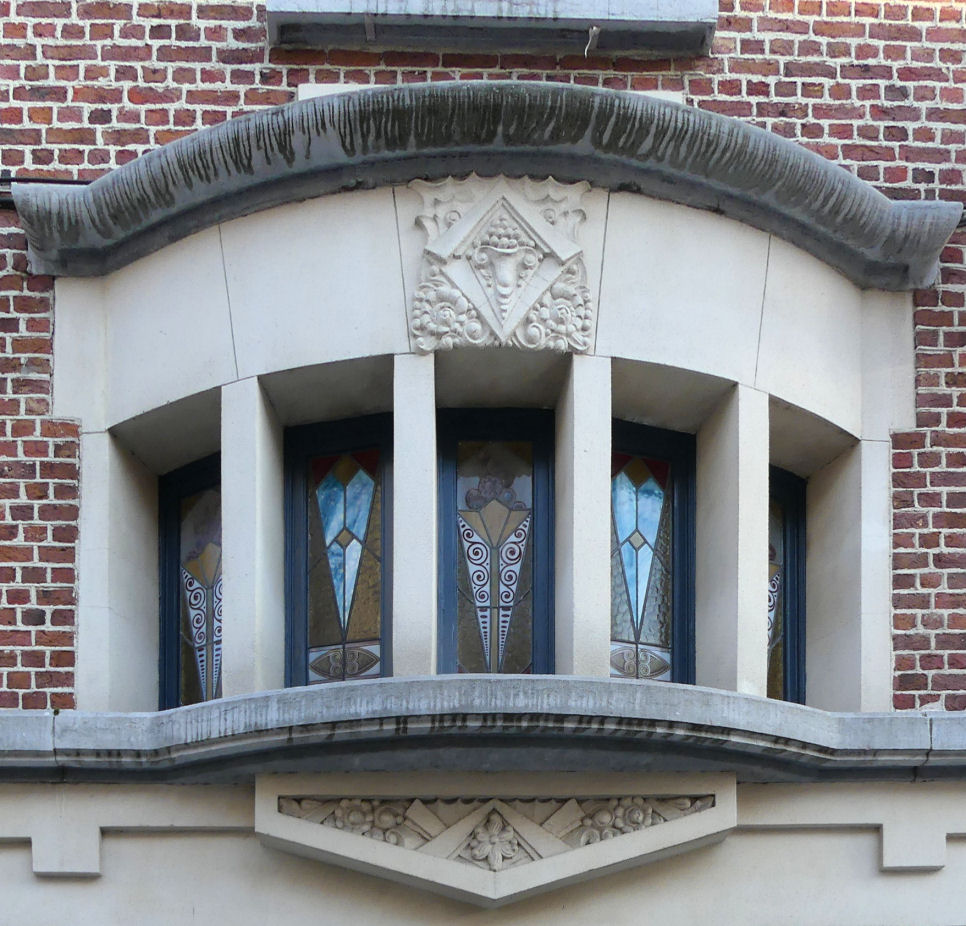
detail burgerhuis, Sint-Niklaas door August Waterschoot
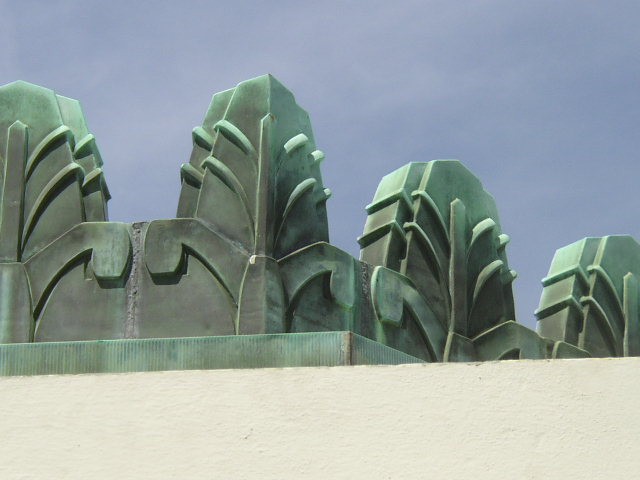
Griffith-observatorium, Los Angeles
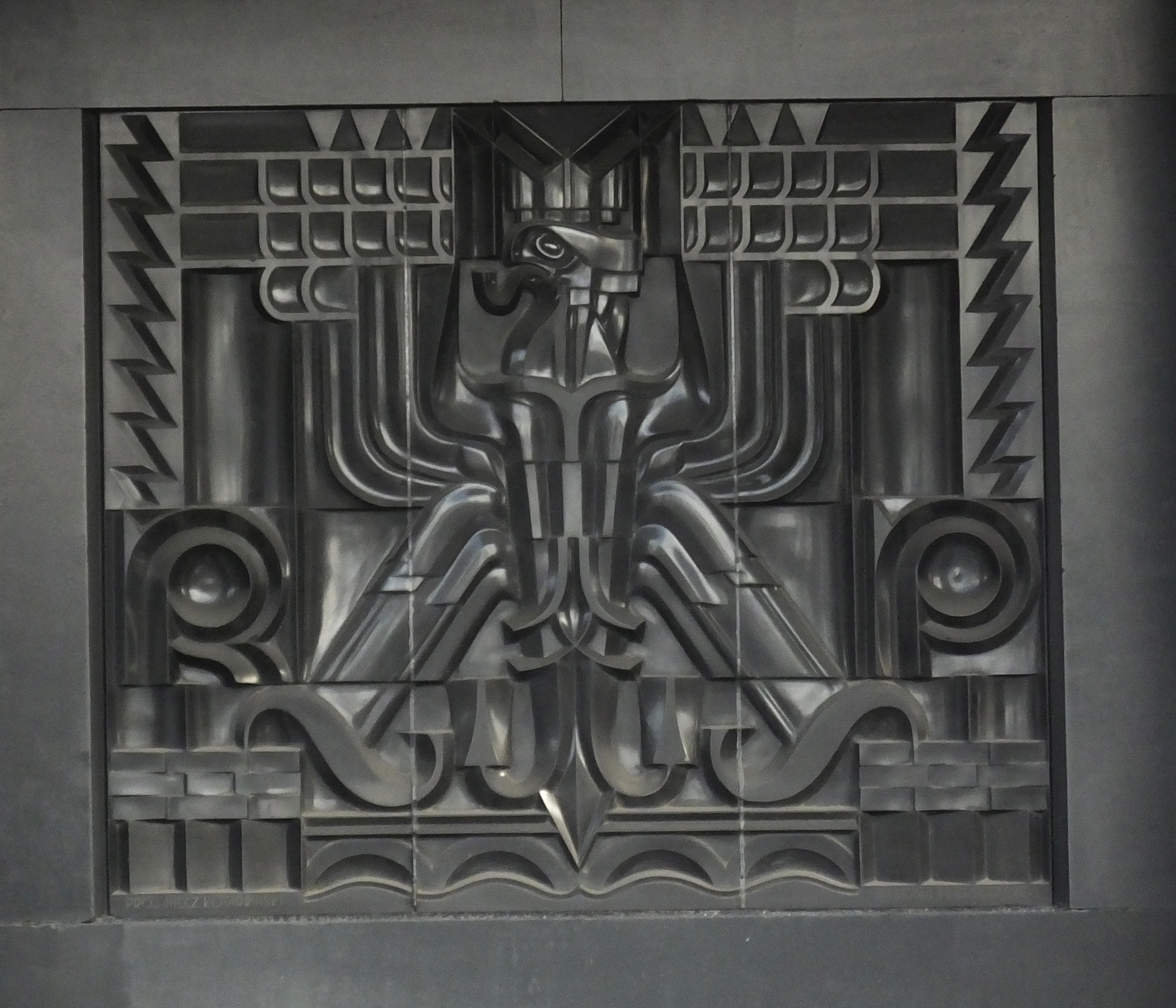
Basaltreliëf met het Poolse wapen op de gevel van het gebouw van het Ministerie van Verkeer in Warschau (1931).
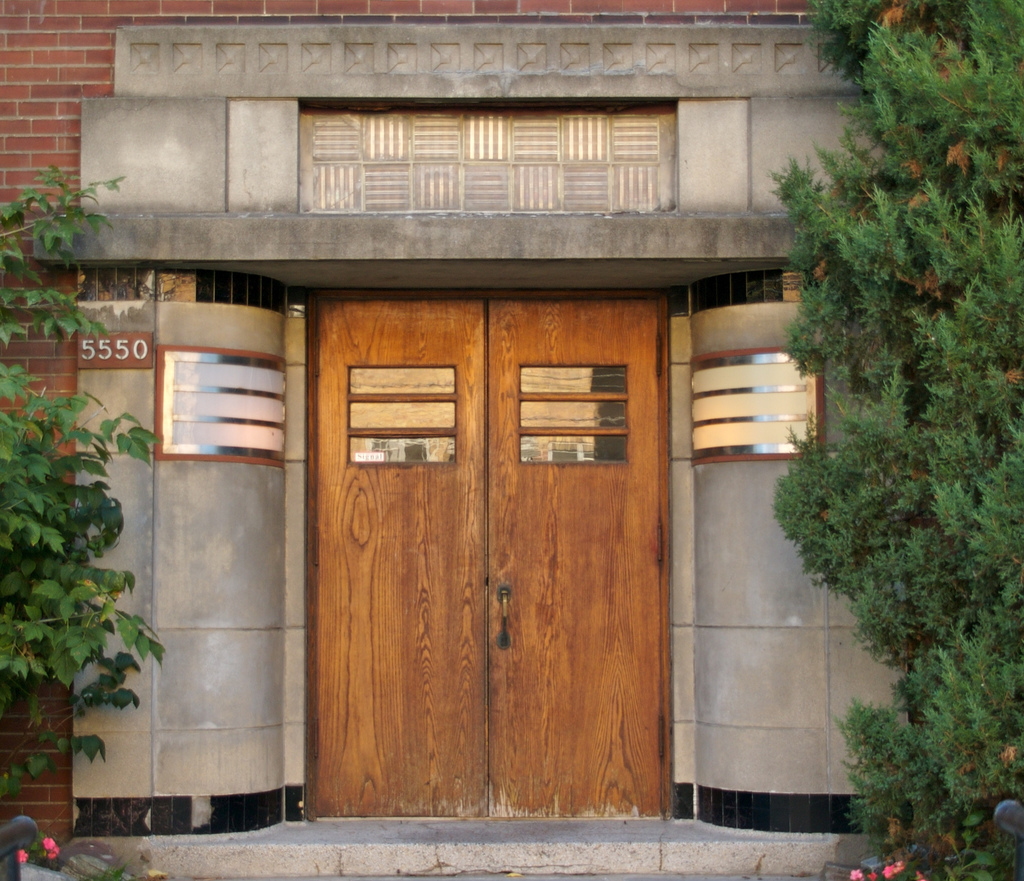
Entreedetail, Montreal
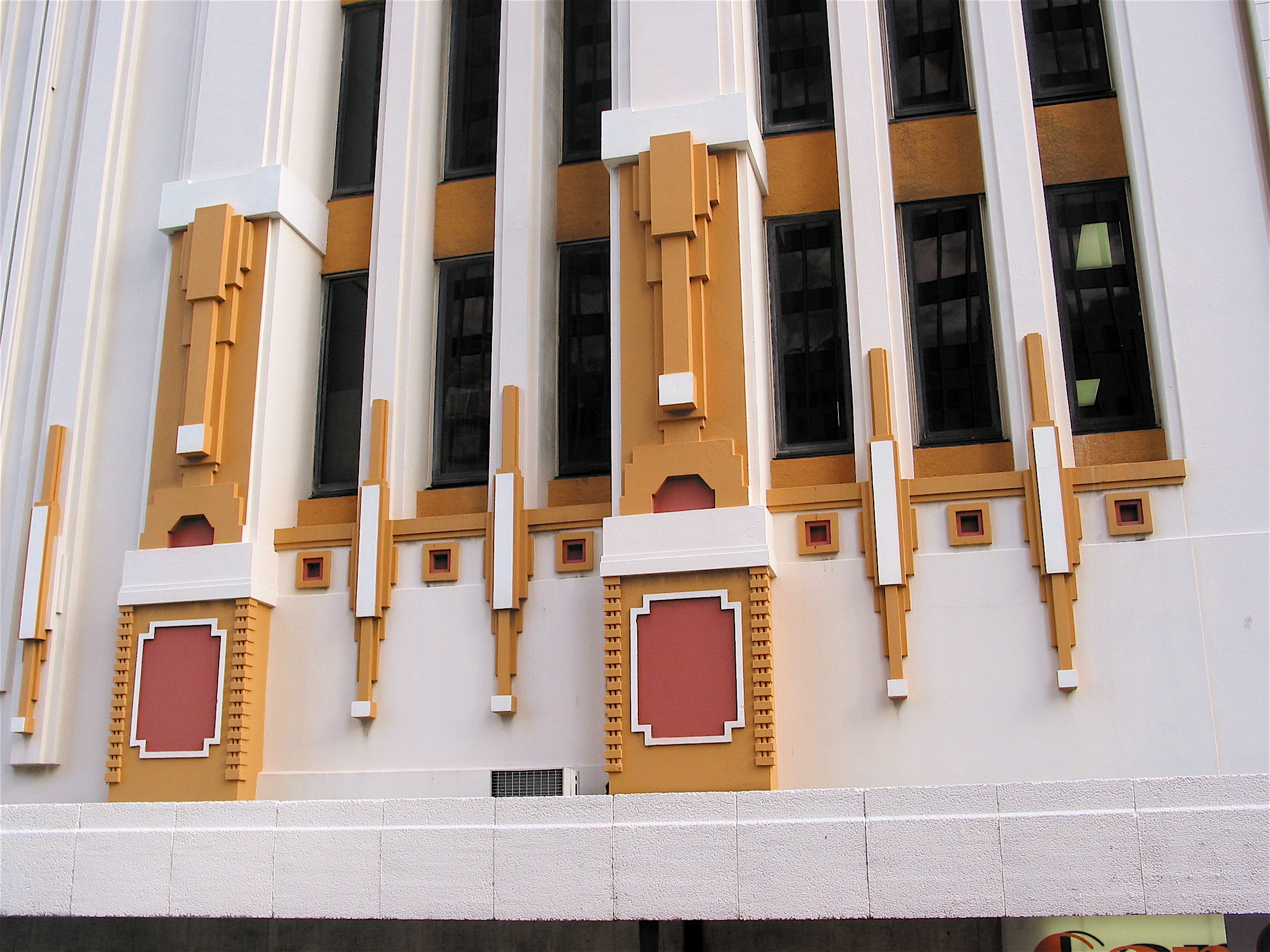
Toonbeeld van art deco in Kaapstad
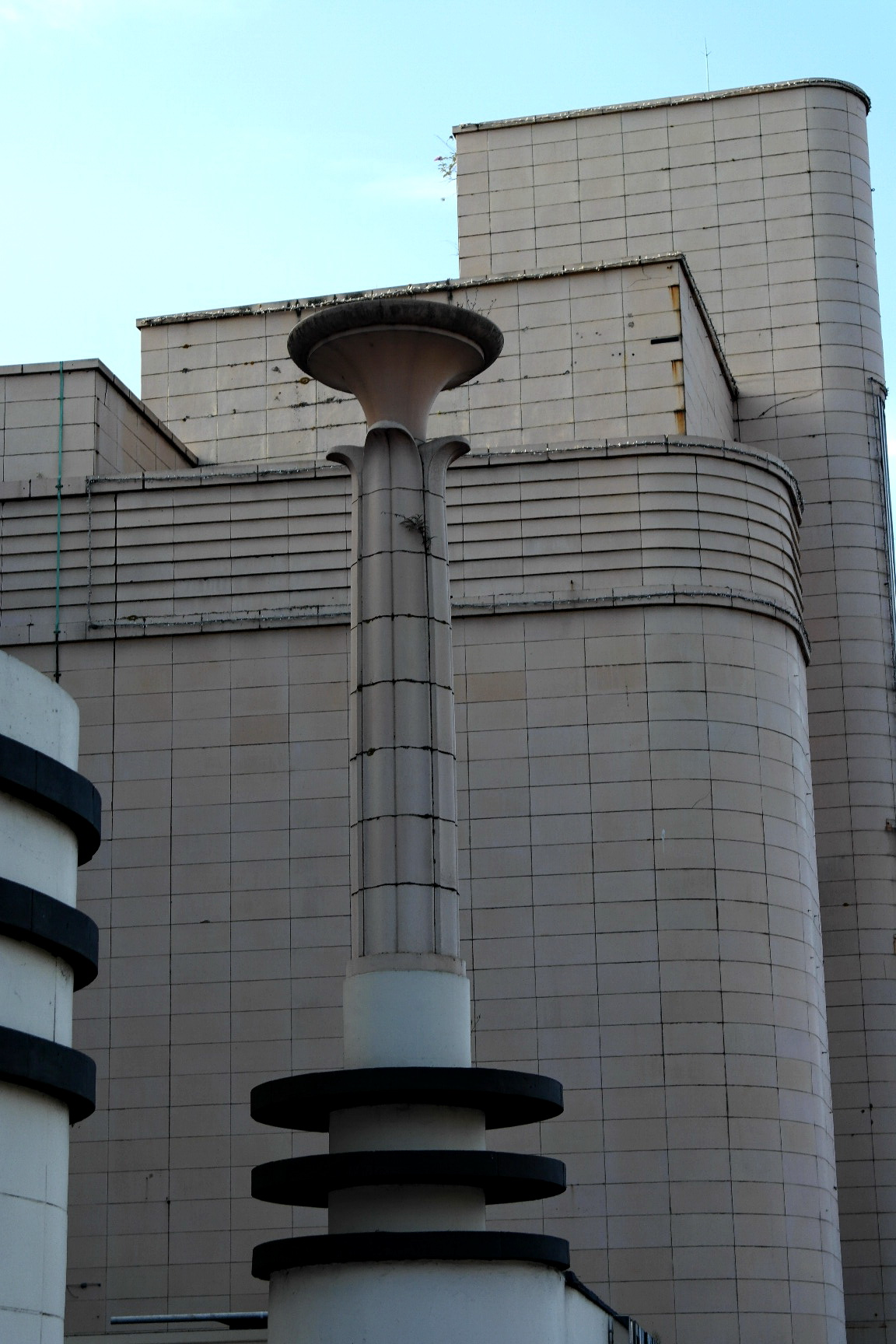
Odeon Cinema, Woolwich, Londen
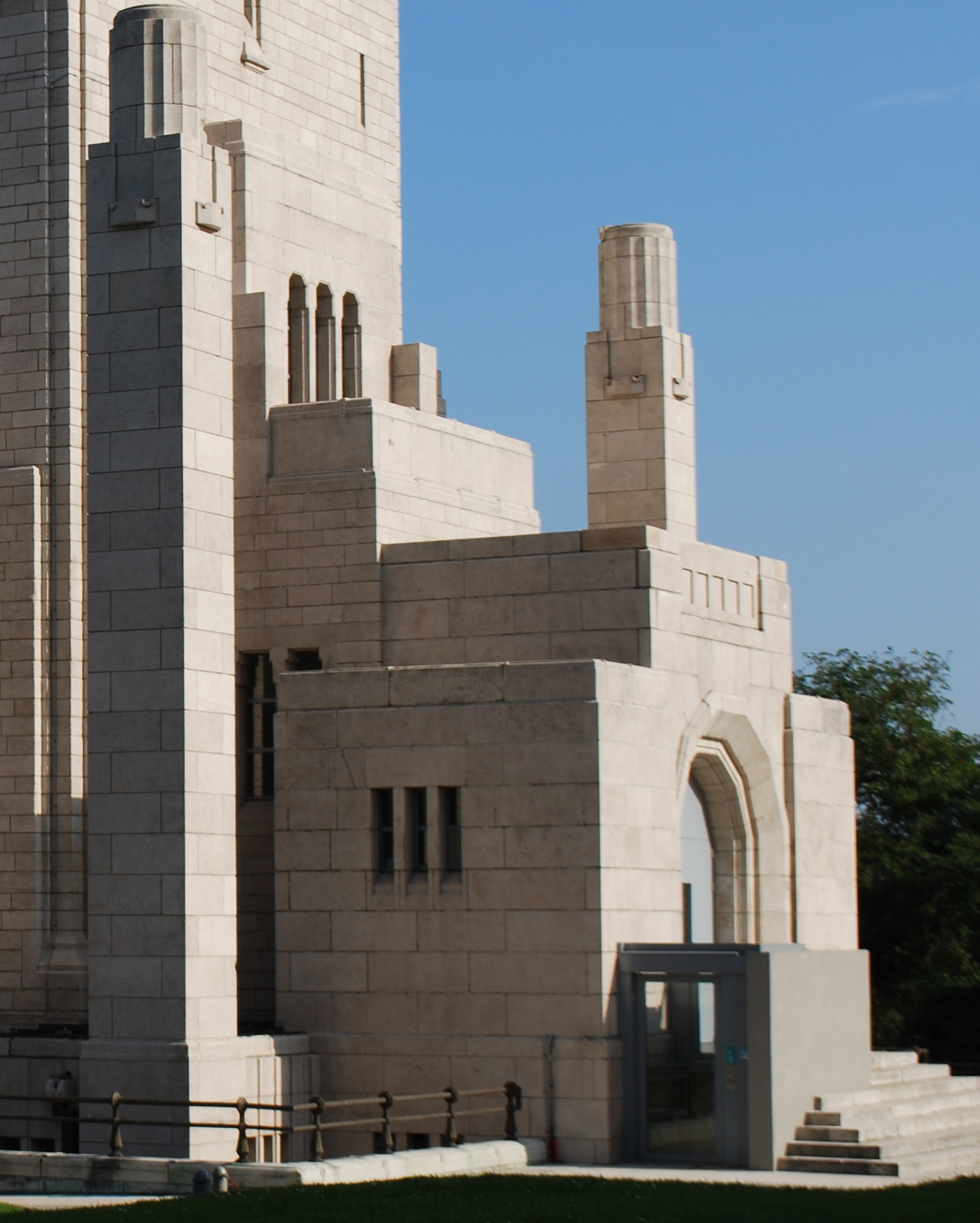
Entree Cointe-toren, Luik

### Interieurs

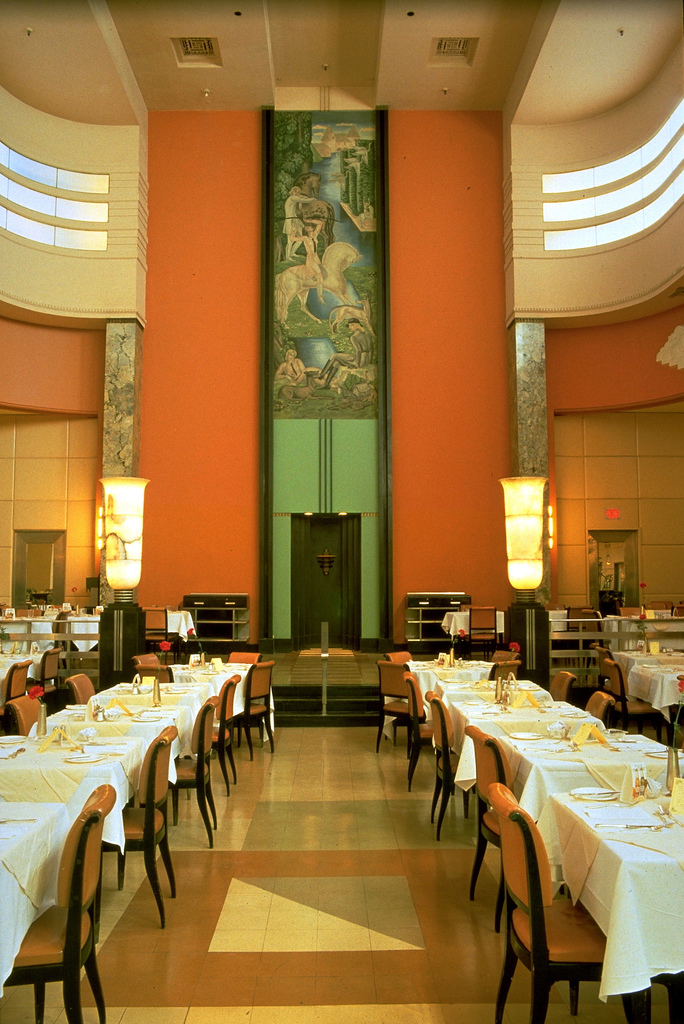
Warenhuis Eaton's, restaurant 9e verdieping, Montreal, Canada
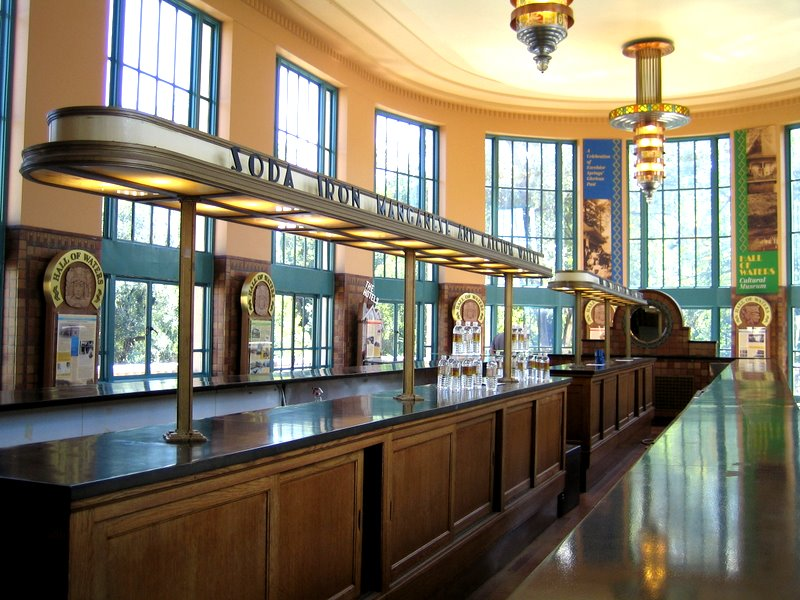
Hall of Waters, Excelsior Springs, Missouri, USA (1936 - 1938)
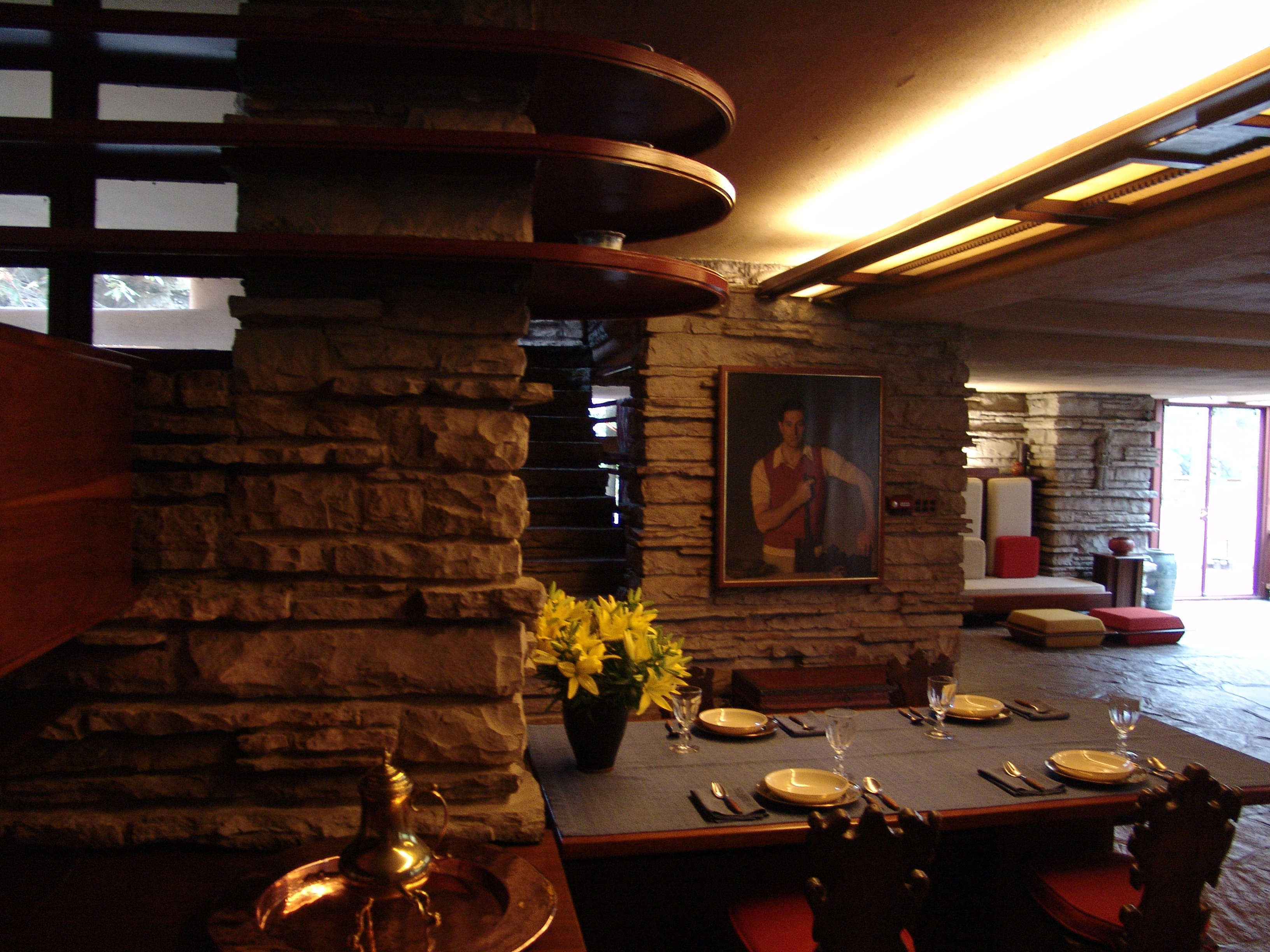
Falling Water, interieur van Frank Lloyd Wright
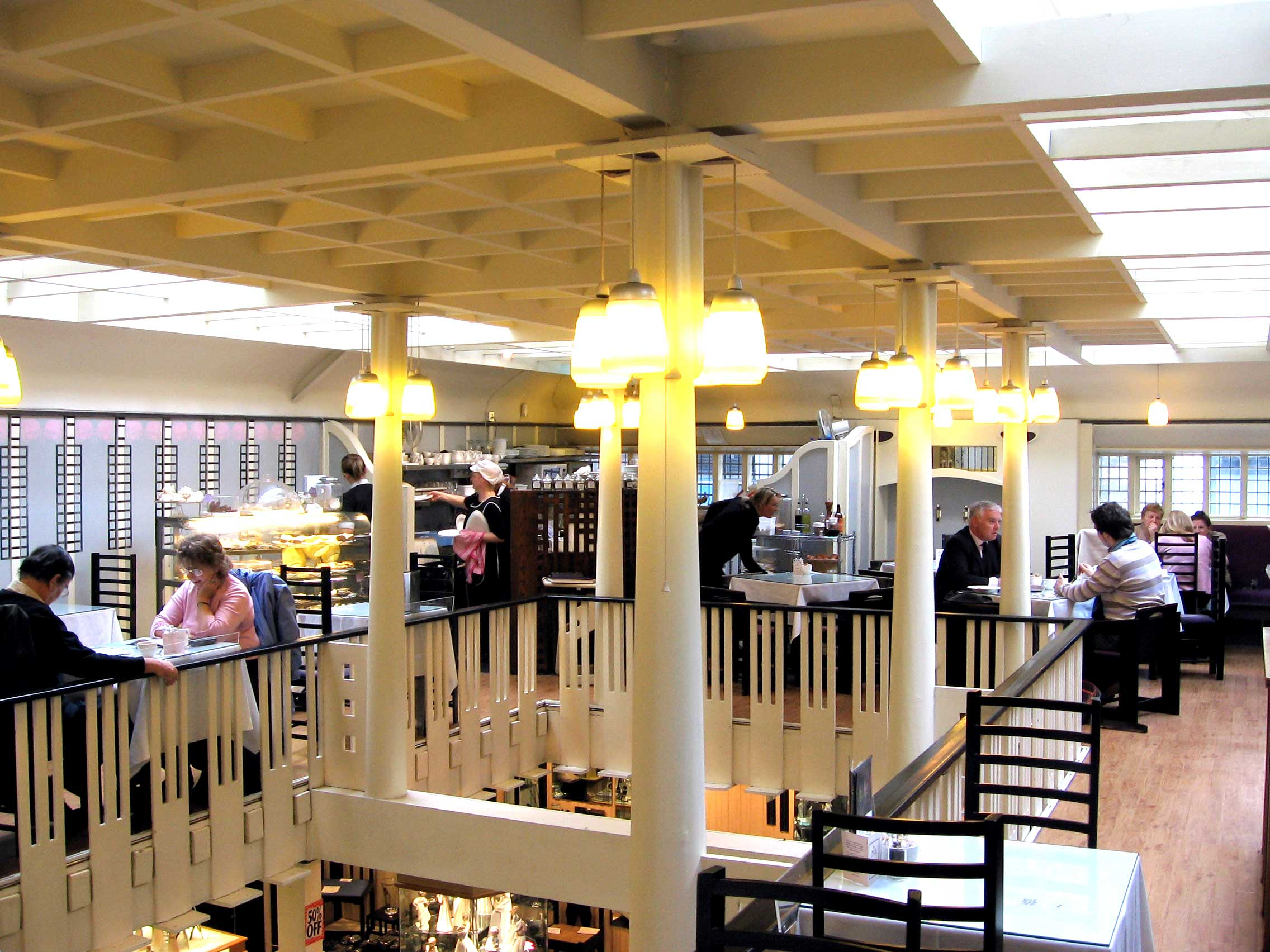
Glasgow, The Willow Tearooms
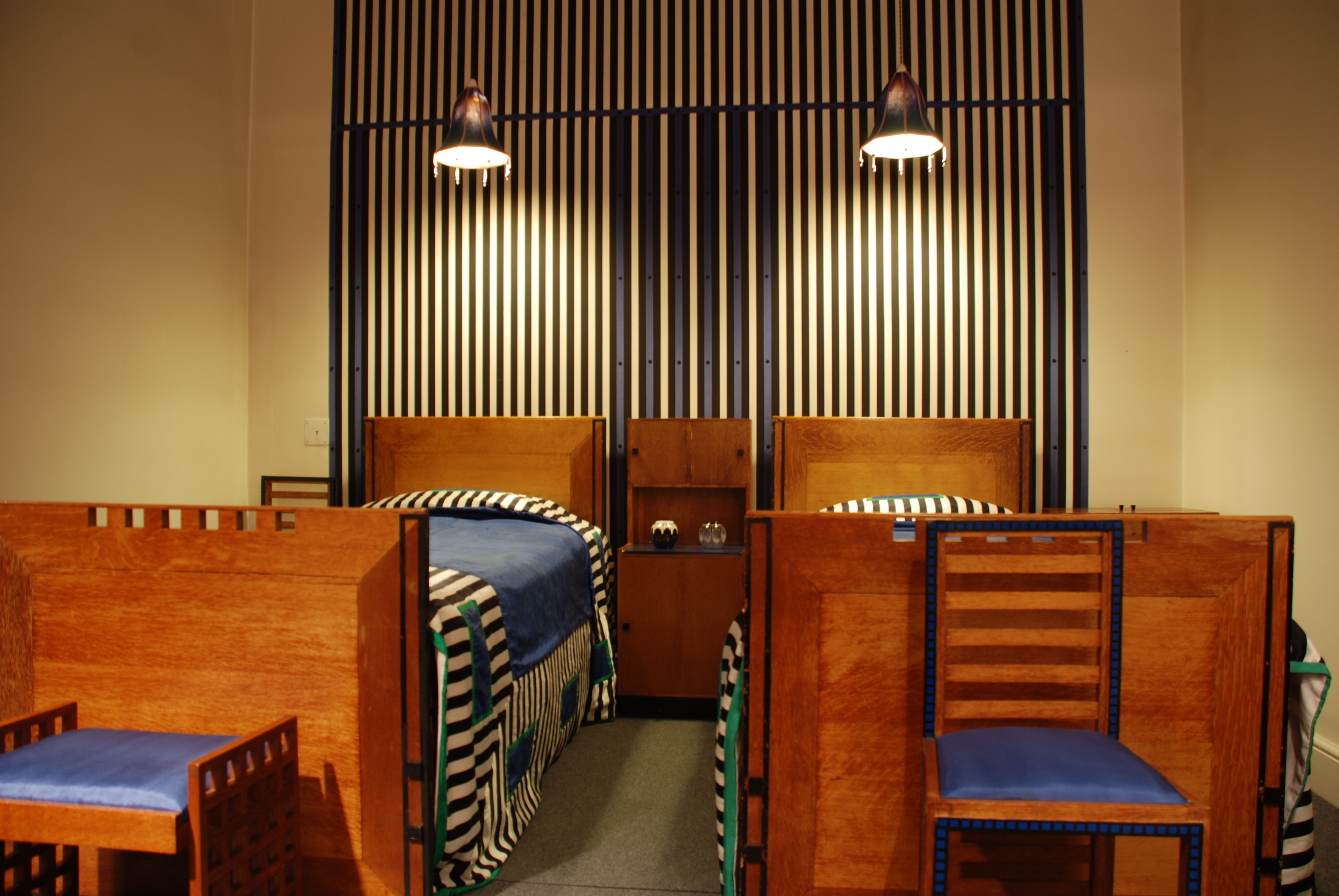
Northampton, Derngate 78, slaapkamerinrichting door Charles Rennie Mackintosh
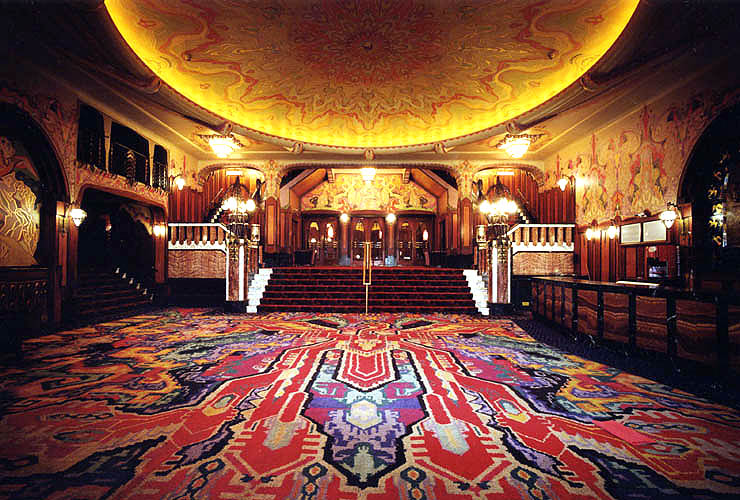
Theater Tuschinski, Amsterdam (H.L. de Jong, 1921)
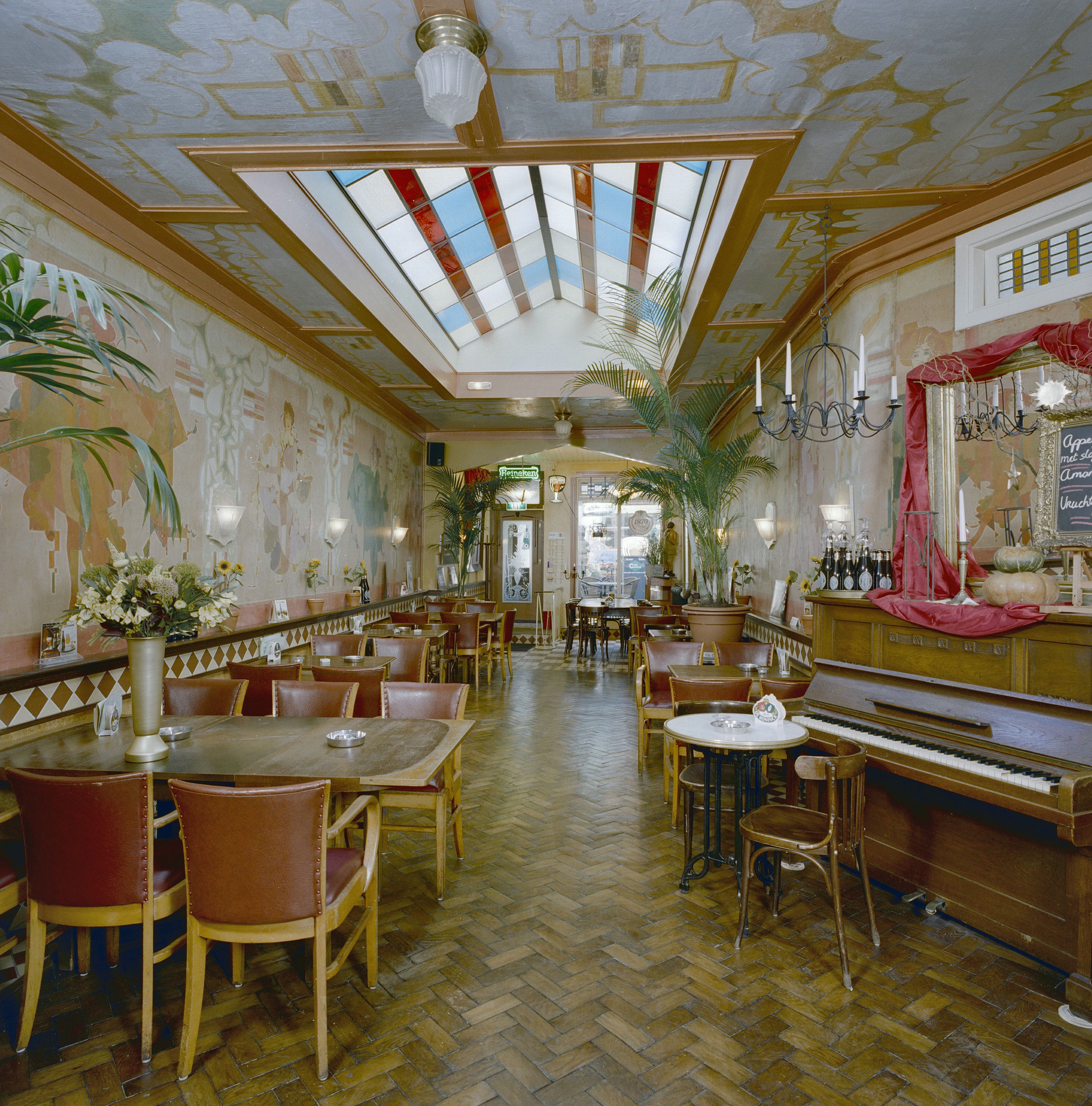
Grand Café Central, Gouda (Pieter den Besten, 1923)

### Glas-in-lood- en verlichtingsornamenten
Kenmerkend voor de art deco (en de art nouveau) is de verregaande integratie van glas-in-lood- en verlichtingsornamenten is plafonds en wanden. In de jaren dertig deed de tl-buis haar intrede. Deze paste goed bij de rechte lijnen van de art deco en vond haar weg naar al of niet geïntegreerde hangende en staande armaturen.

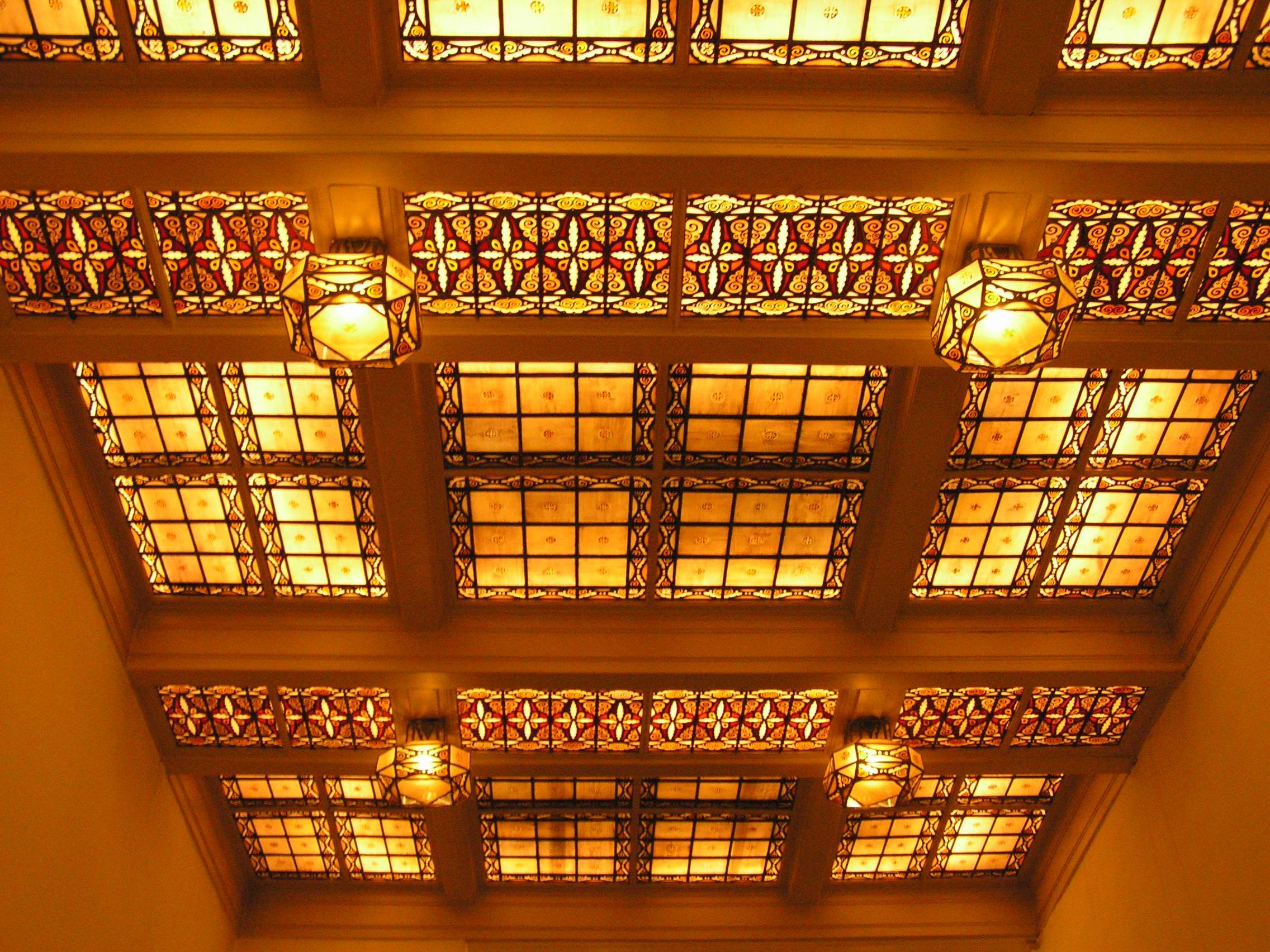
Glas-in-loodplafond vm. kaarsenfabriek, sinds 2022 Cargill, in Gouda
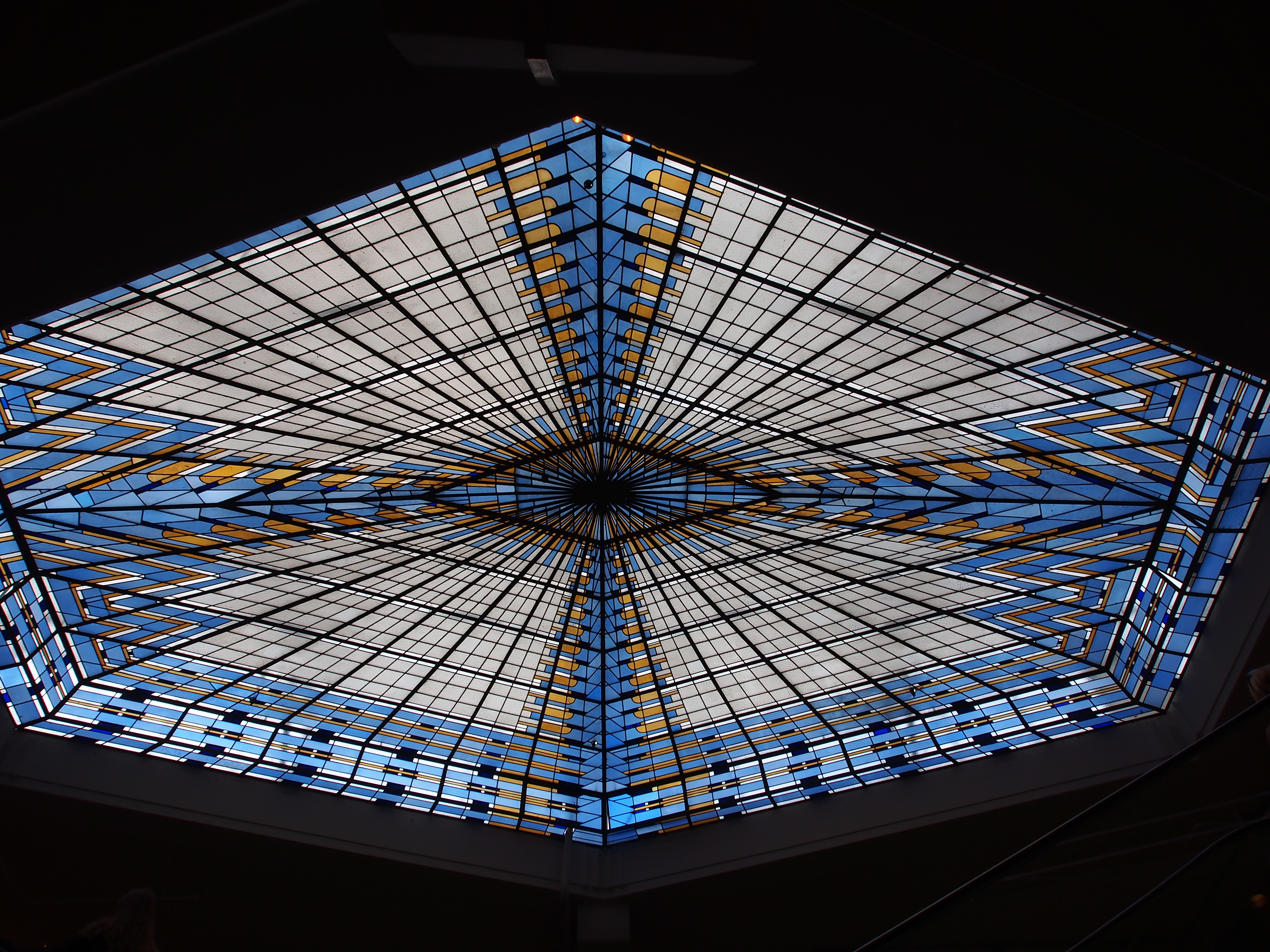
Vroom & Dreesmann, Amersfoort (Jan Kuijt, 1934)
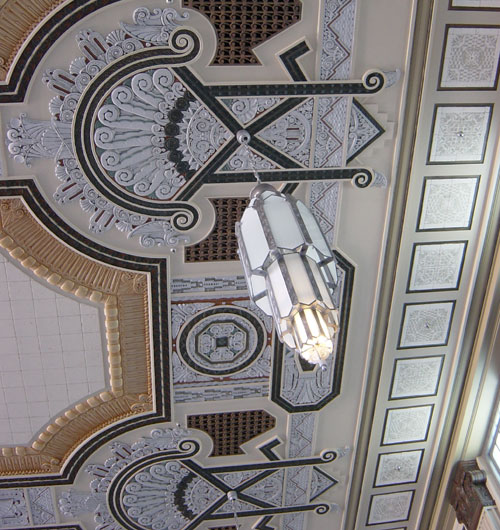
Lamp en plafond T&P Station, Fort Worth, Texas (1931)
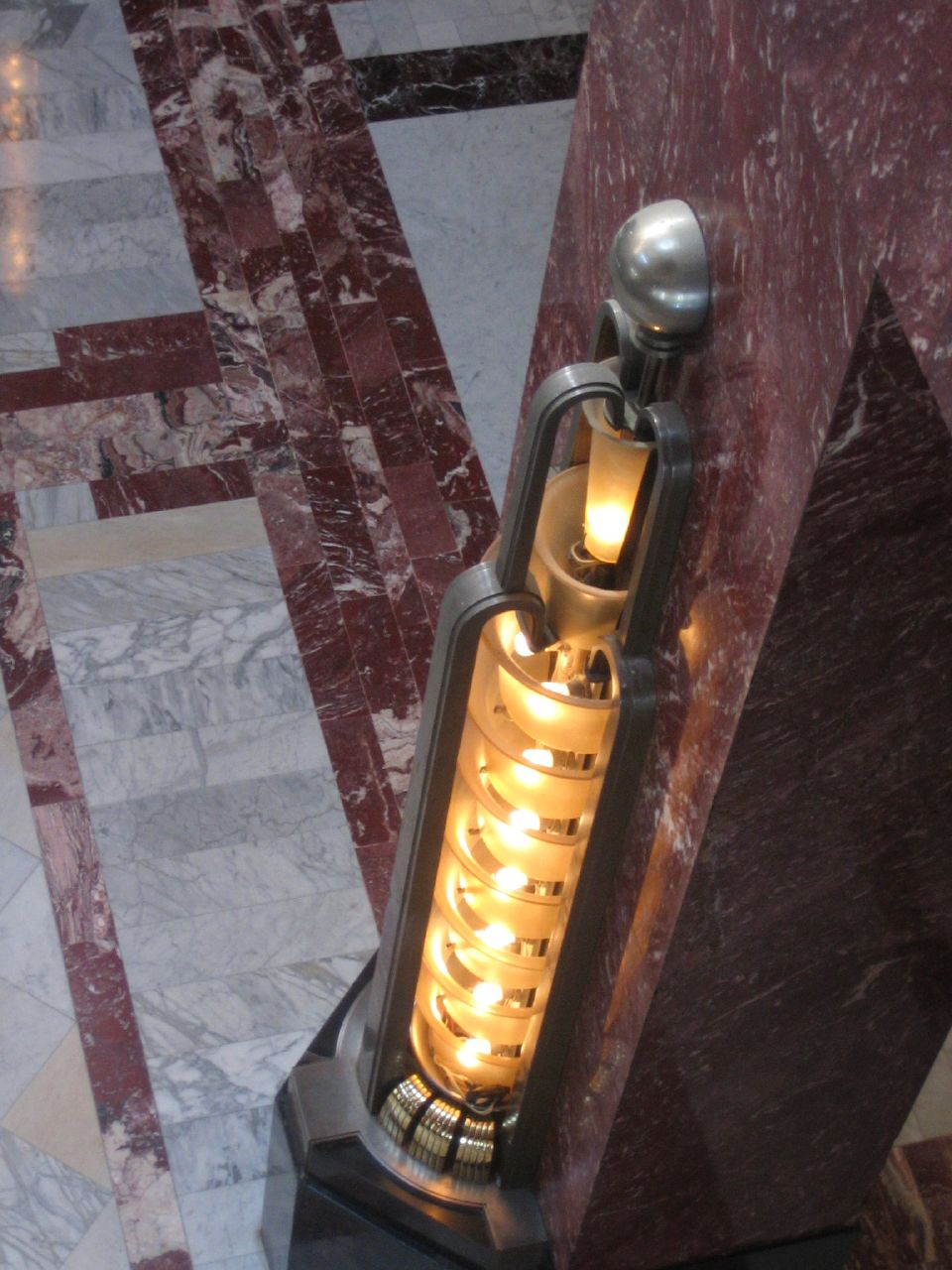
Lichtarmatuur in het Palacio de Bellas Artes, Mexico-Stad
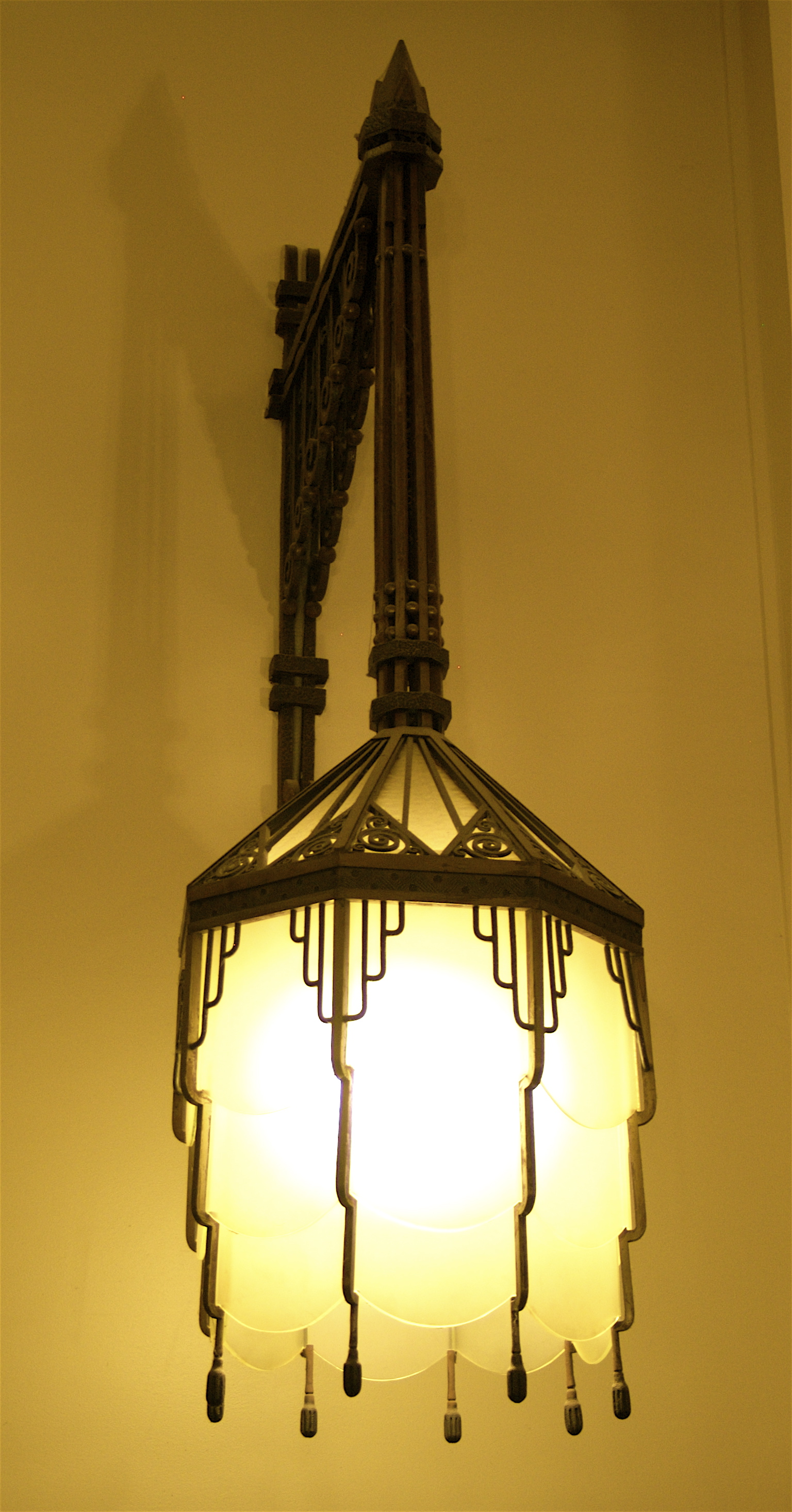
Art deco in Saint-Quentin, Frankrijk
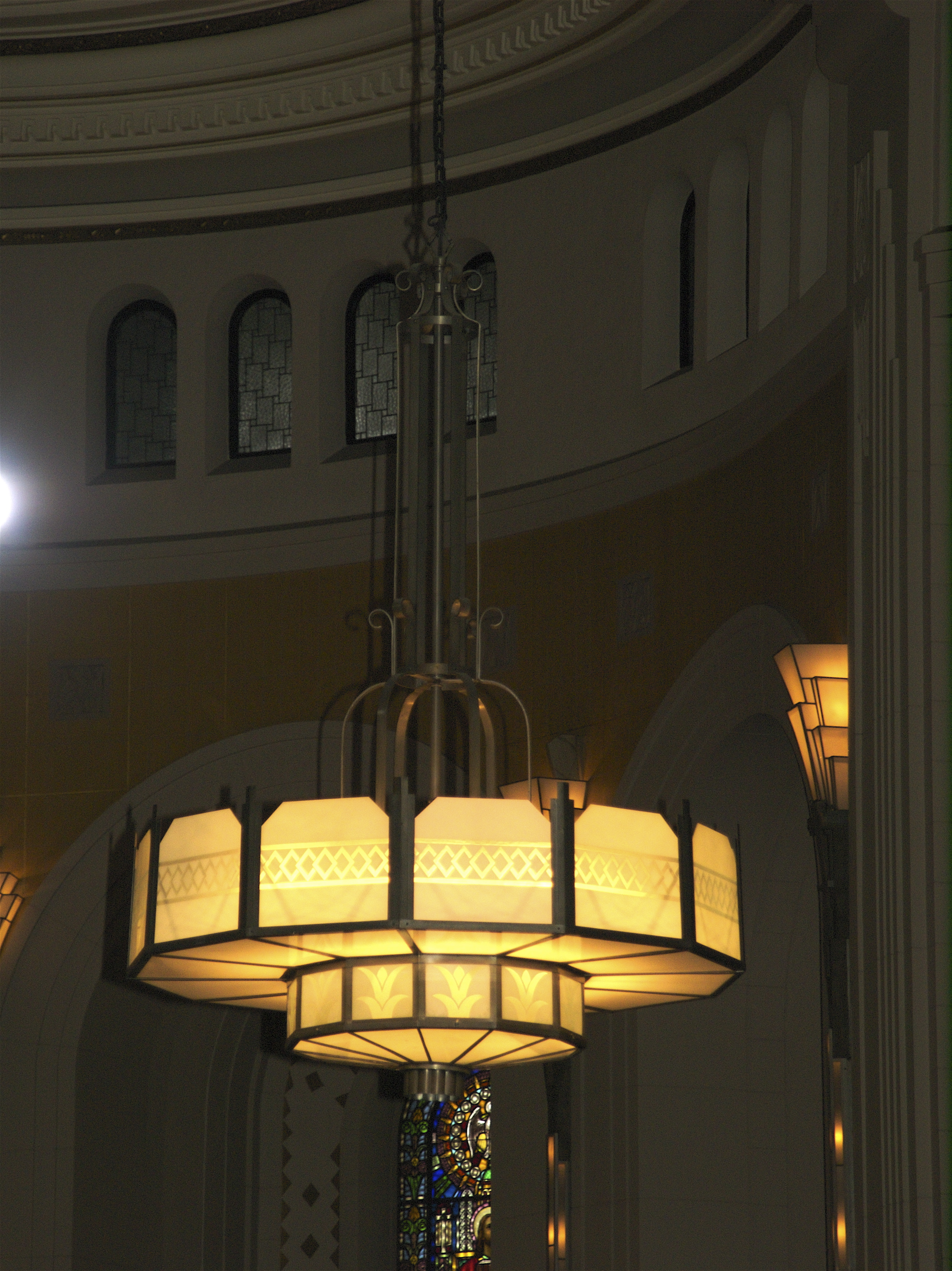
Art-decolamp in de H. Geestkerk in Montreal, Canada

### Aardewerk, porselein, glas en kristal

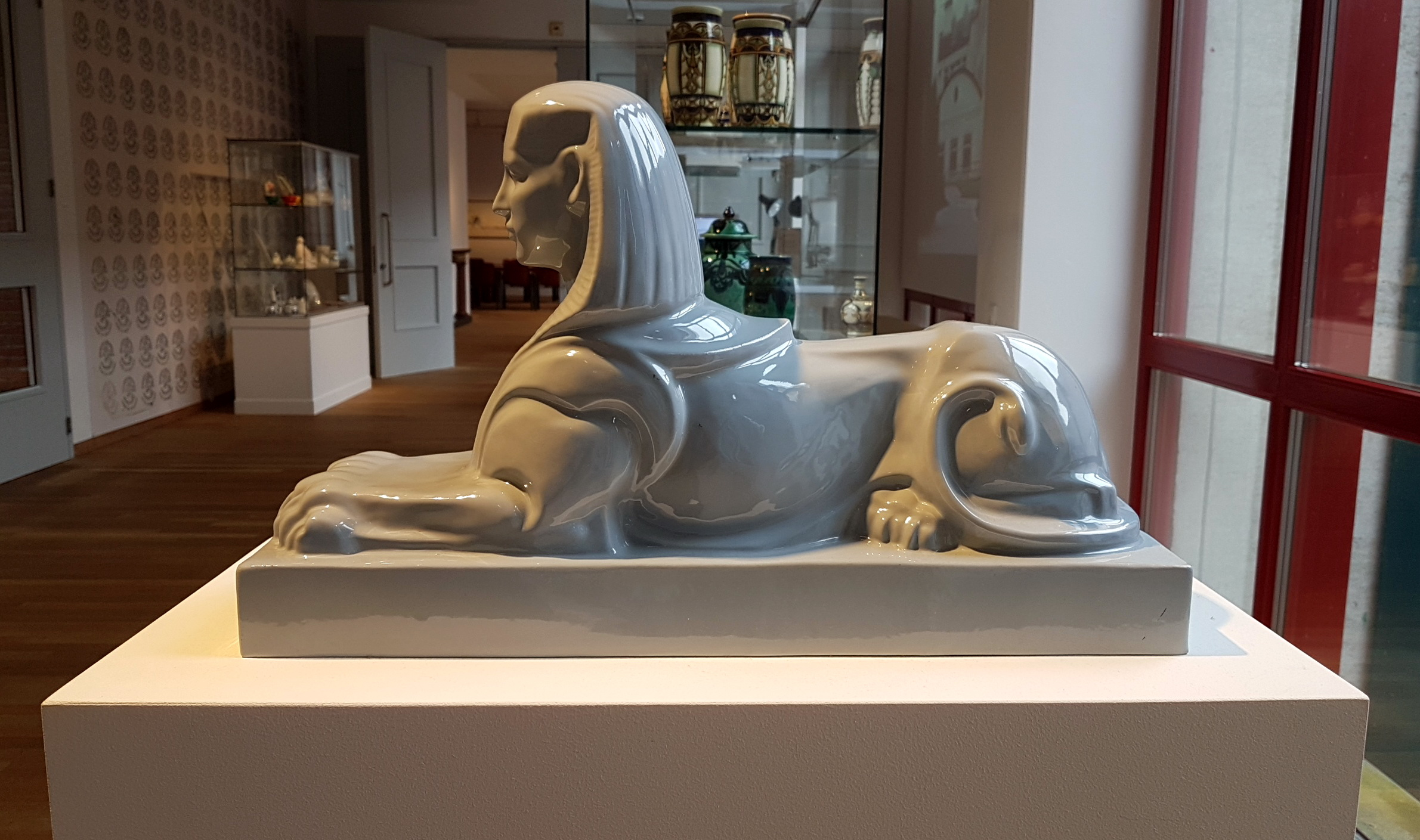
Sphinxbeeld, Koninklijke Sphinx (Charles Vos, ca. 1930)
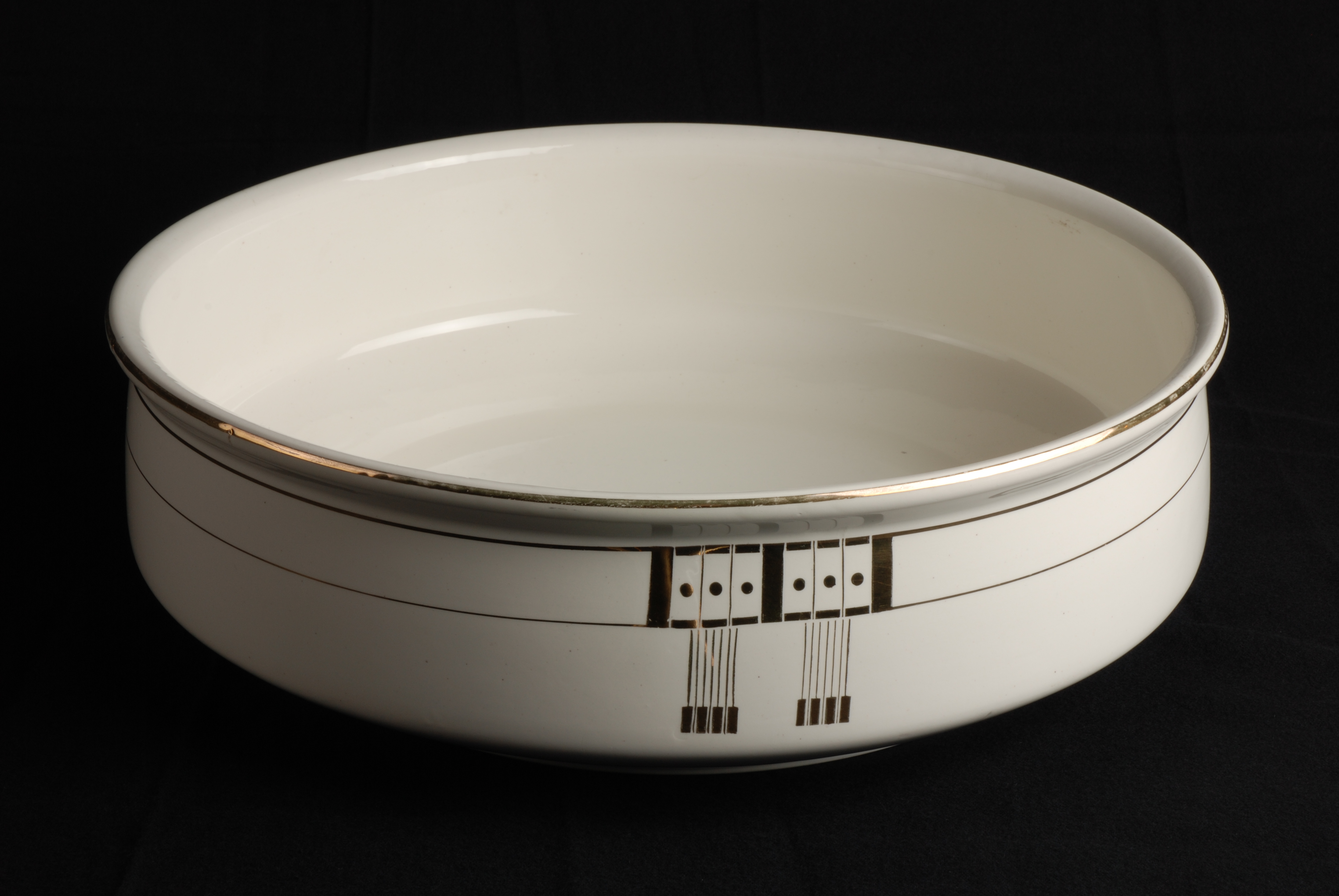
Waskom, Société Céramique (ca. 1920)
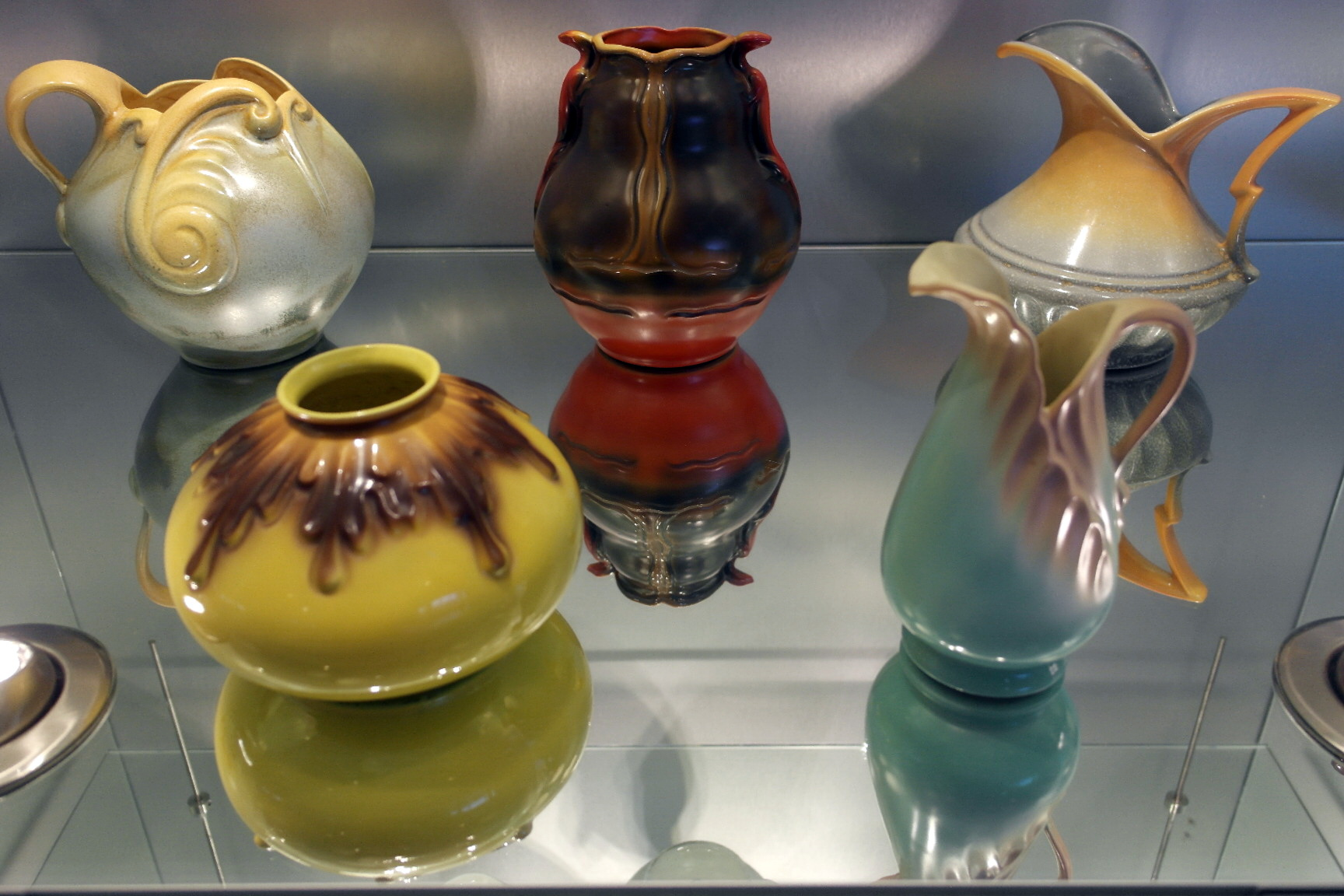
Vazen en schenkkannen, Koninklijke Mosa (jaren 1930)
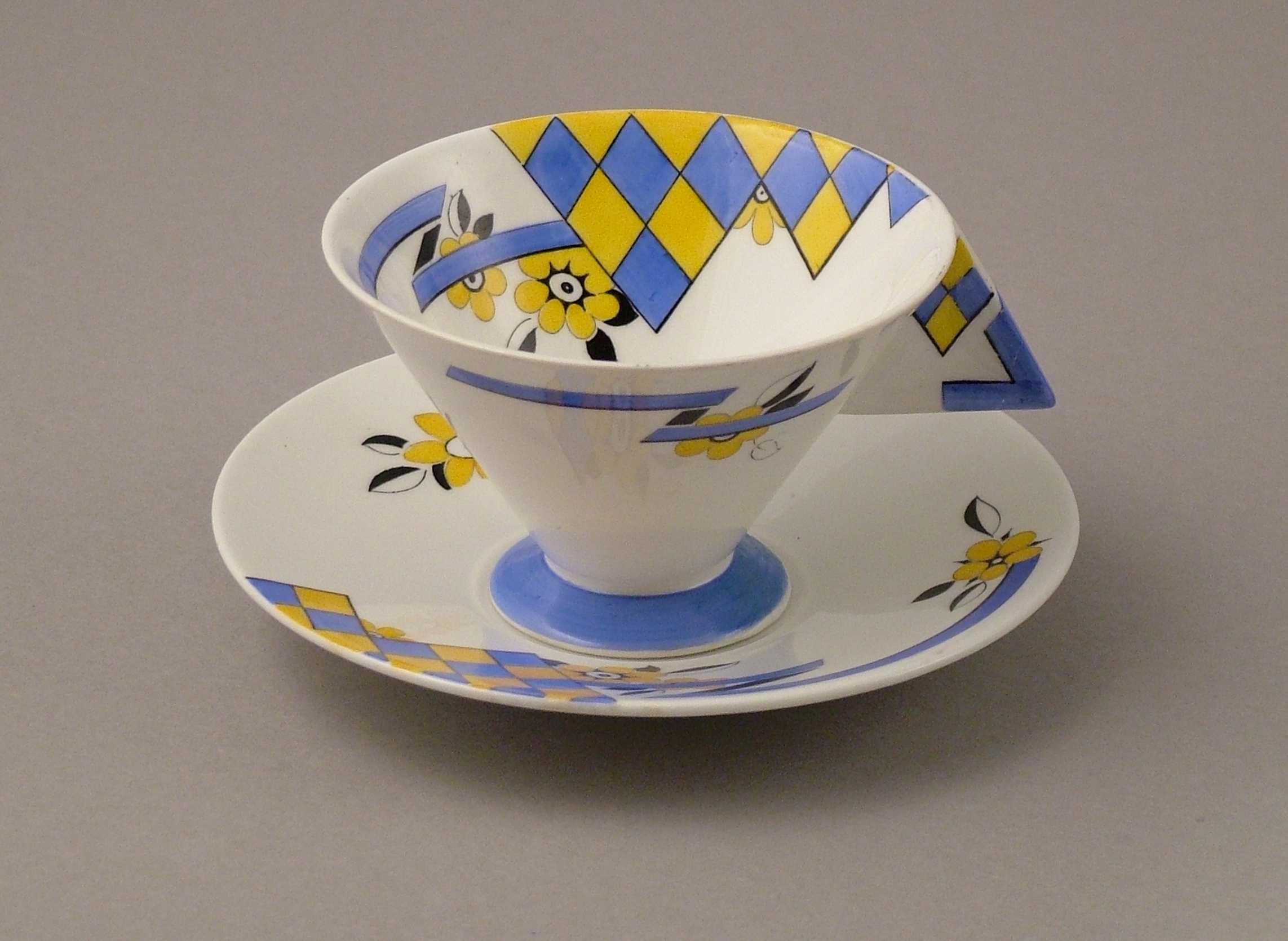
Theekop en schotel, Shelley Potteries (Eric Slater, 1930)
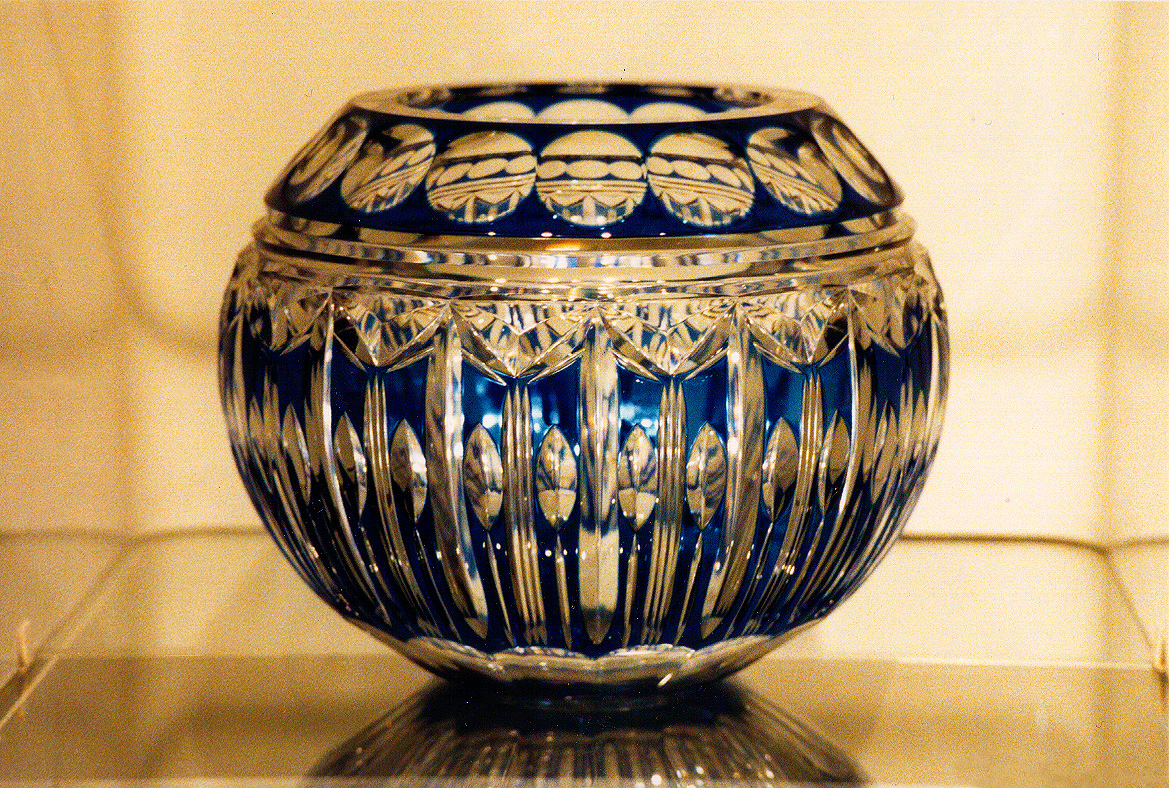
Vaas uit de Val-Saint-Lambert-fabriek te Seraing (Luik)
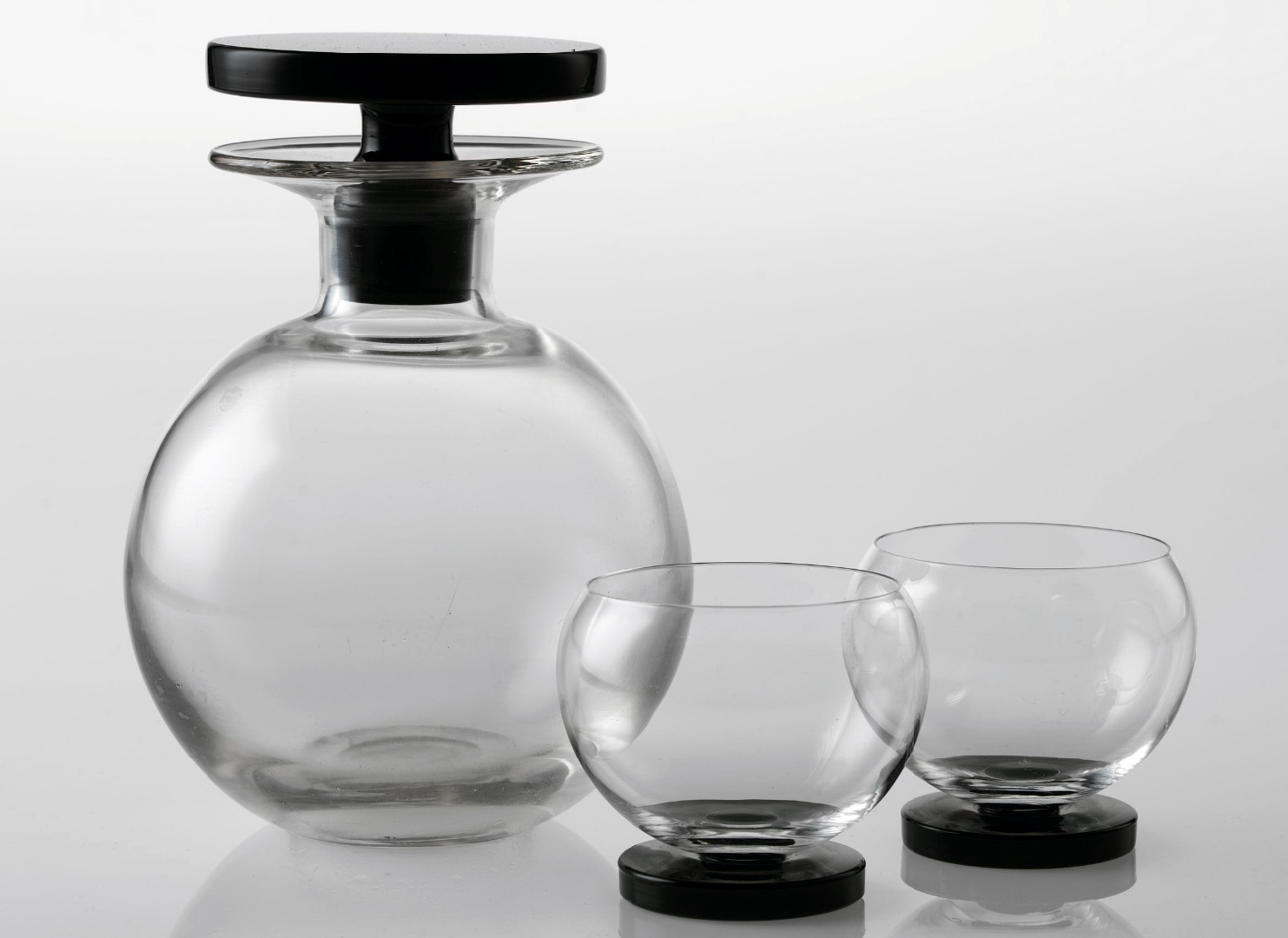
Glasservies "All Round", Kristalunie Maastricht (W.J. Rozendaal, 1935)

### Automobielen

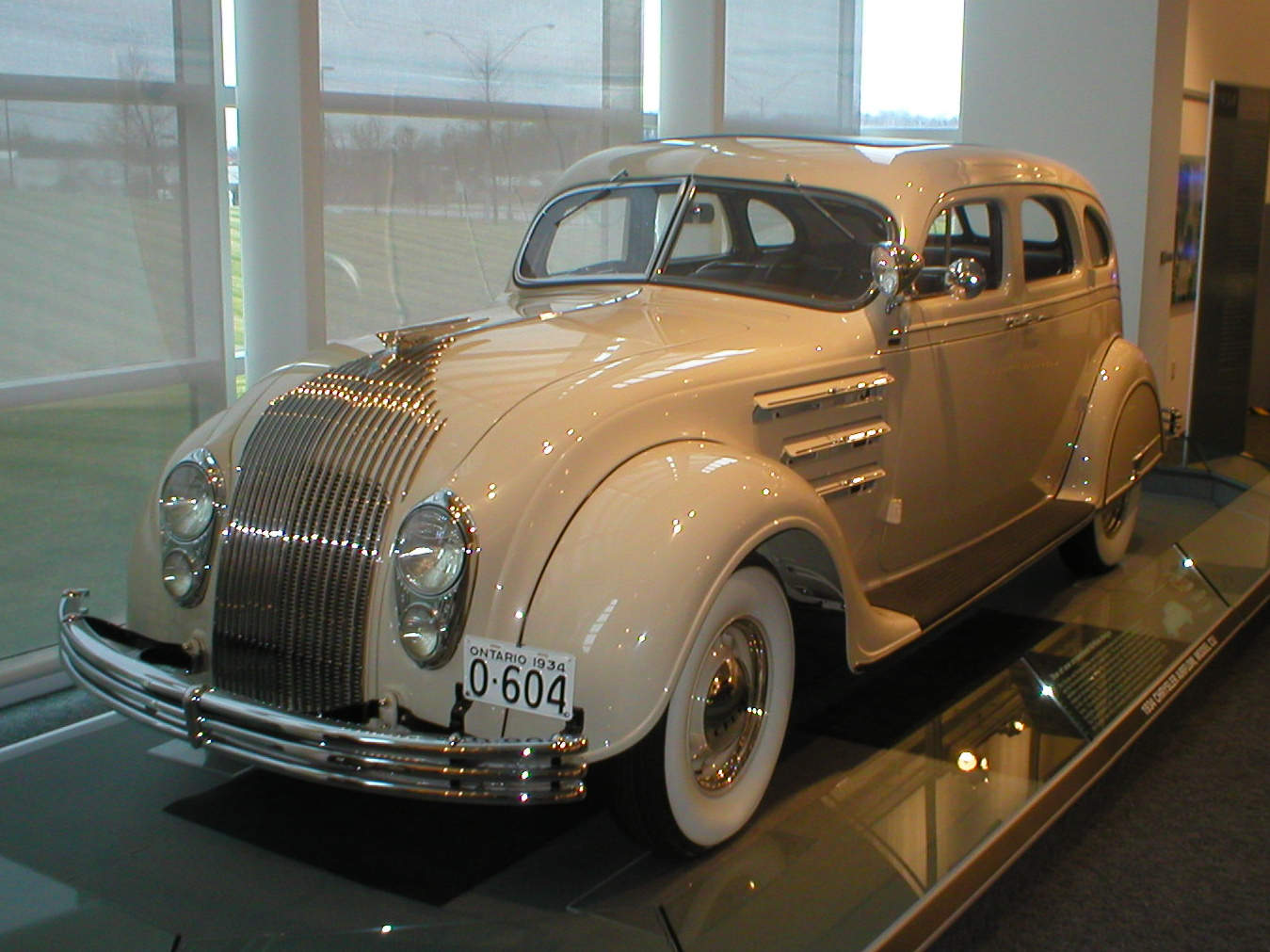
Chrysler Airflow, 1934
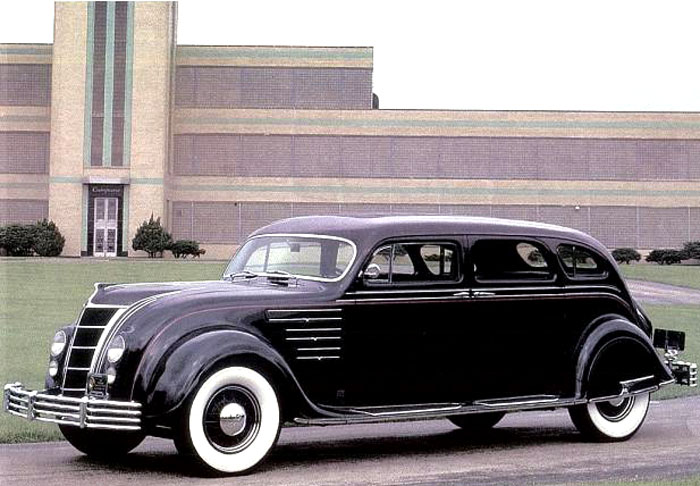
Chrysler Imperial CL, 1934
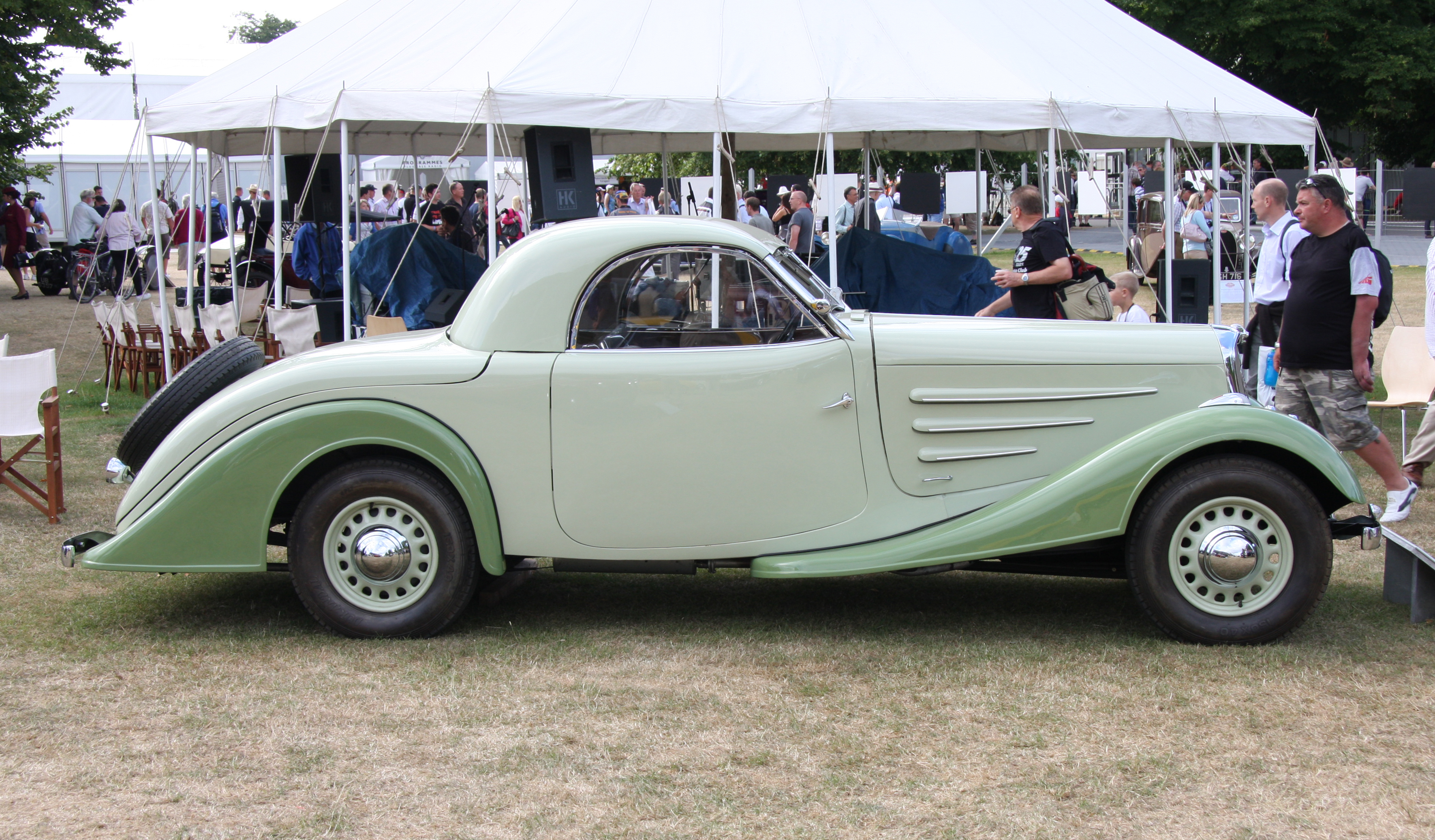
Peugeot 601D Eclipse, 1934
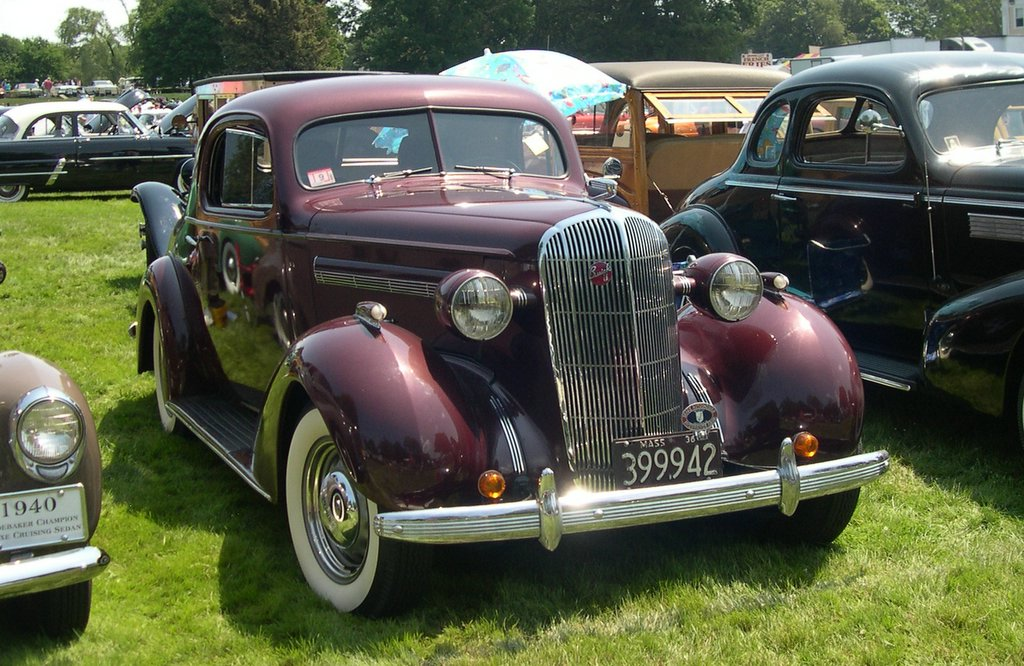
Buick Coupe, 1936
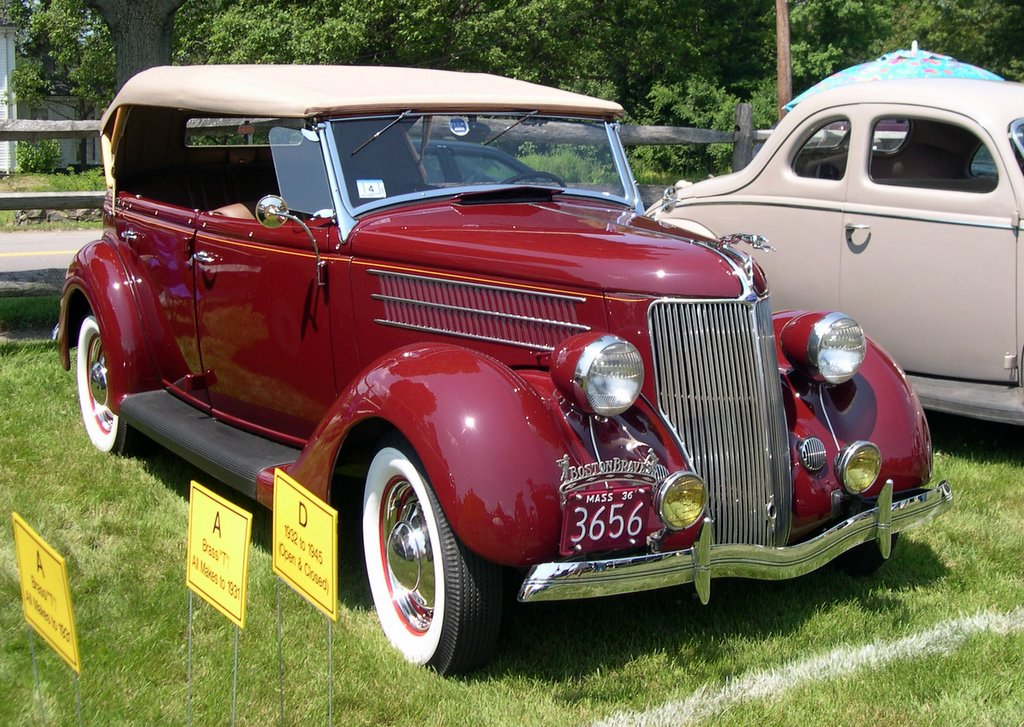
Ford Phaeton, 1936
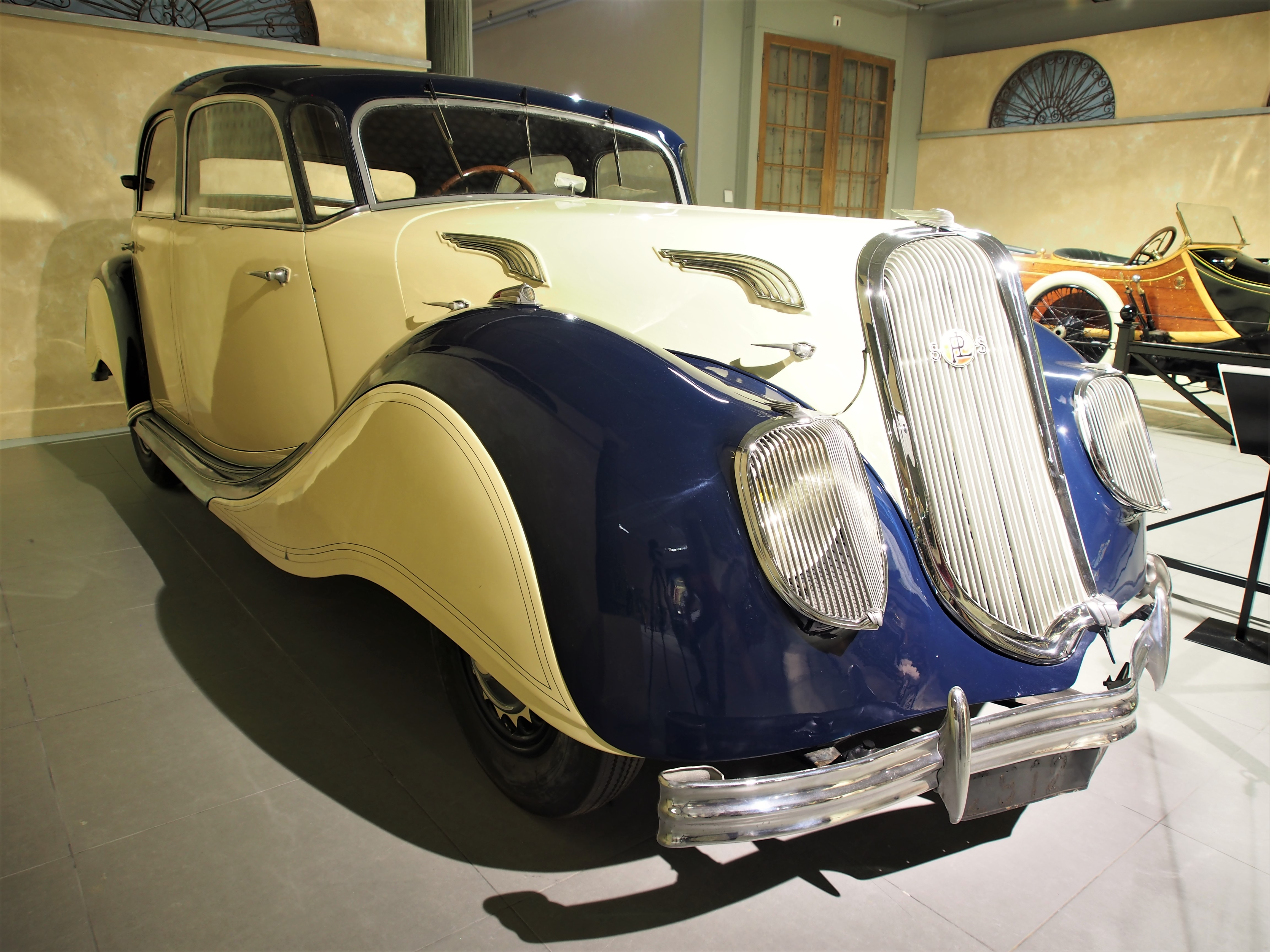
Panhard Dynamic, 1937
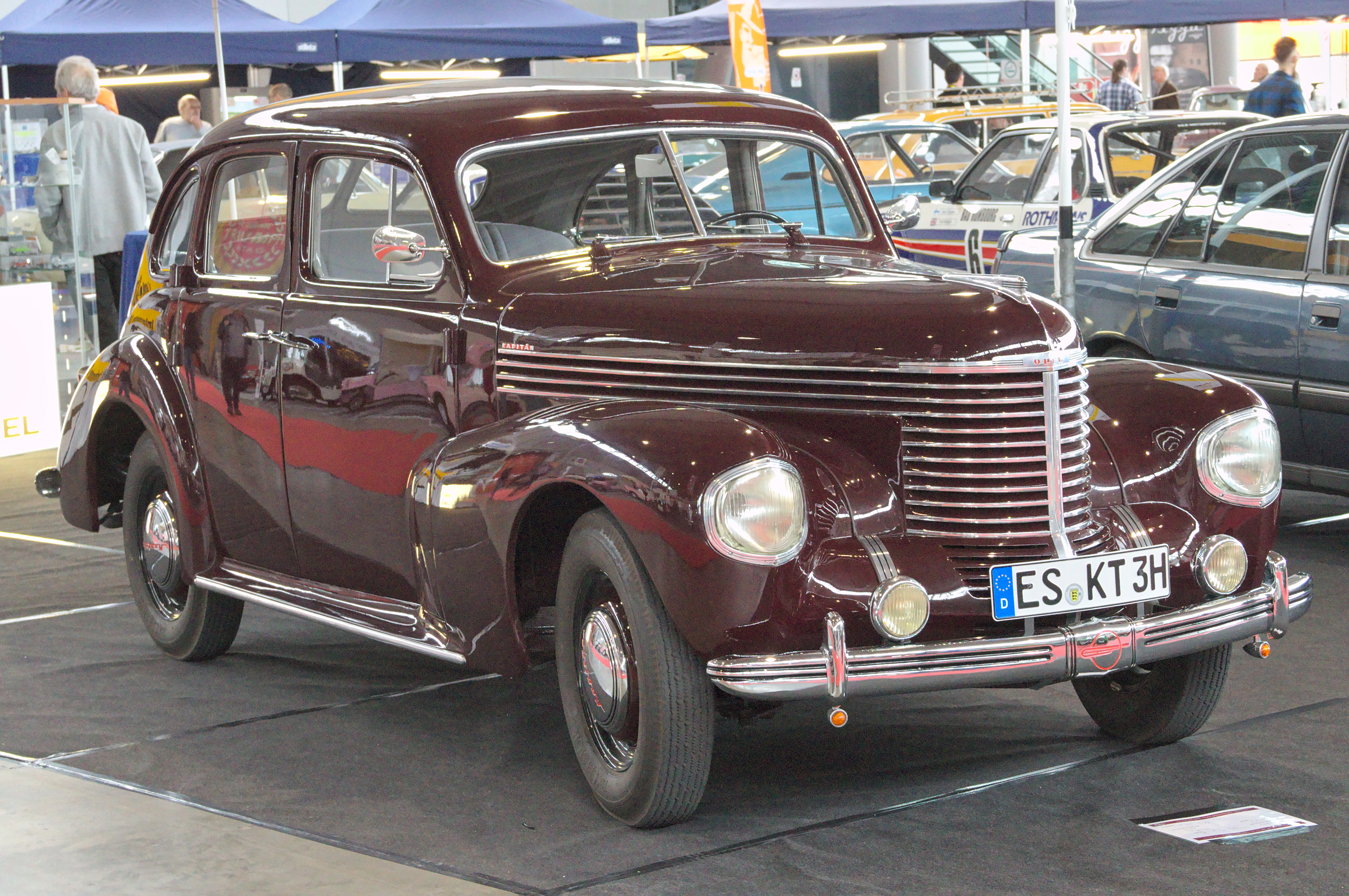
Opel Kapitän, 1939

### Varia

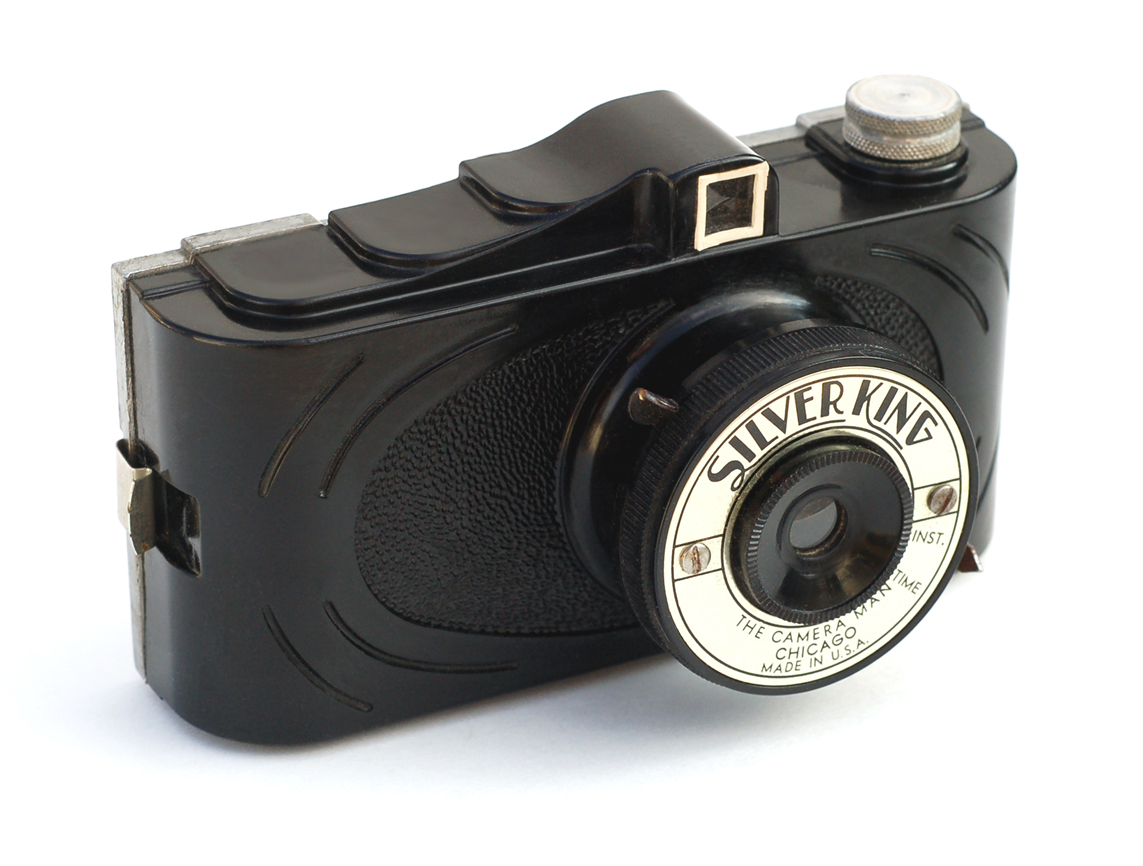
Bakelieten camera aan het eind van de art-decoperiode, rond 1939
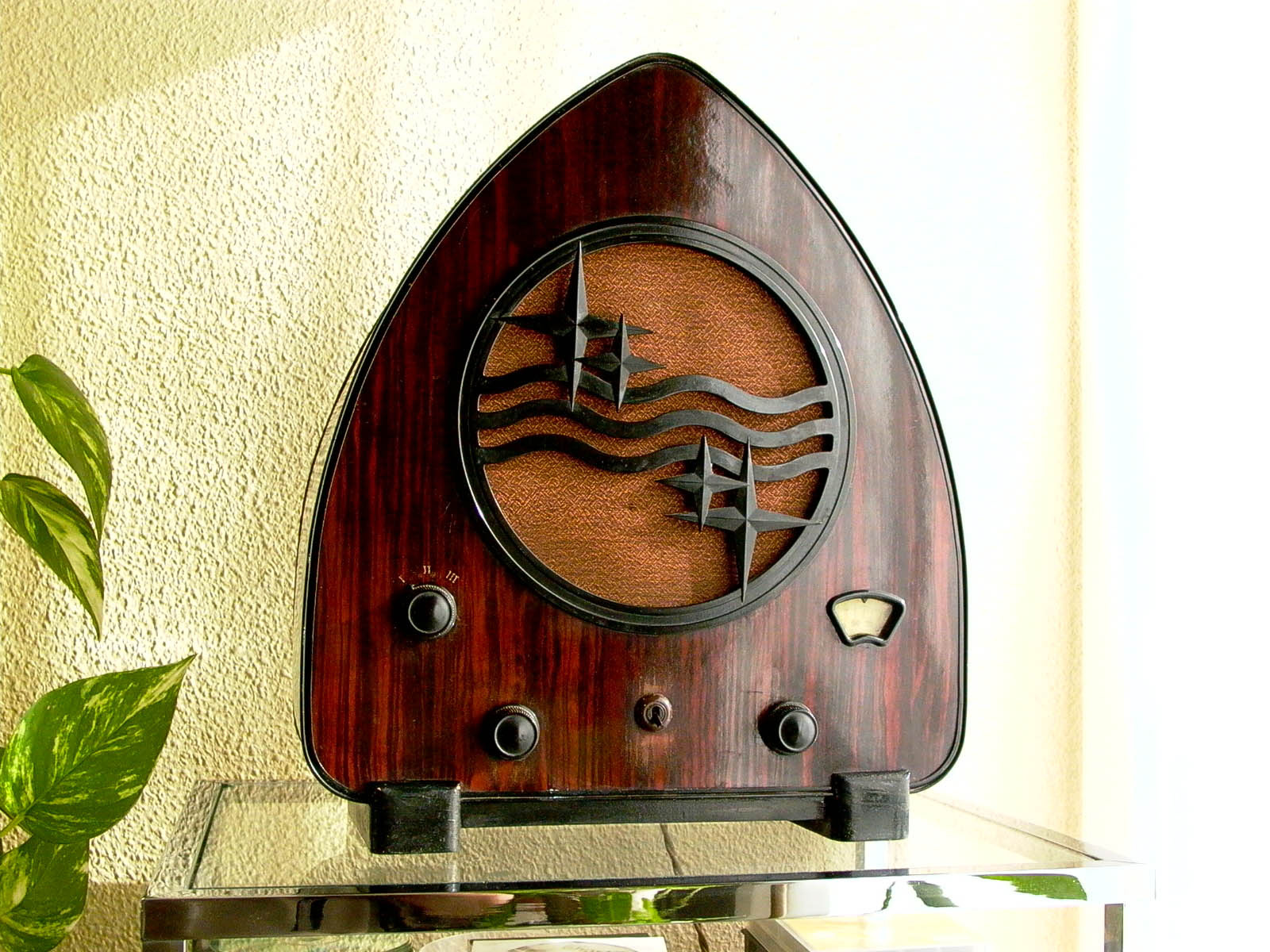
Philipsradio 930A, ca. 1931
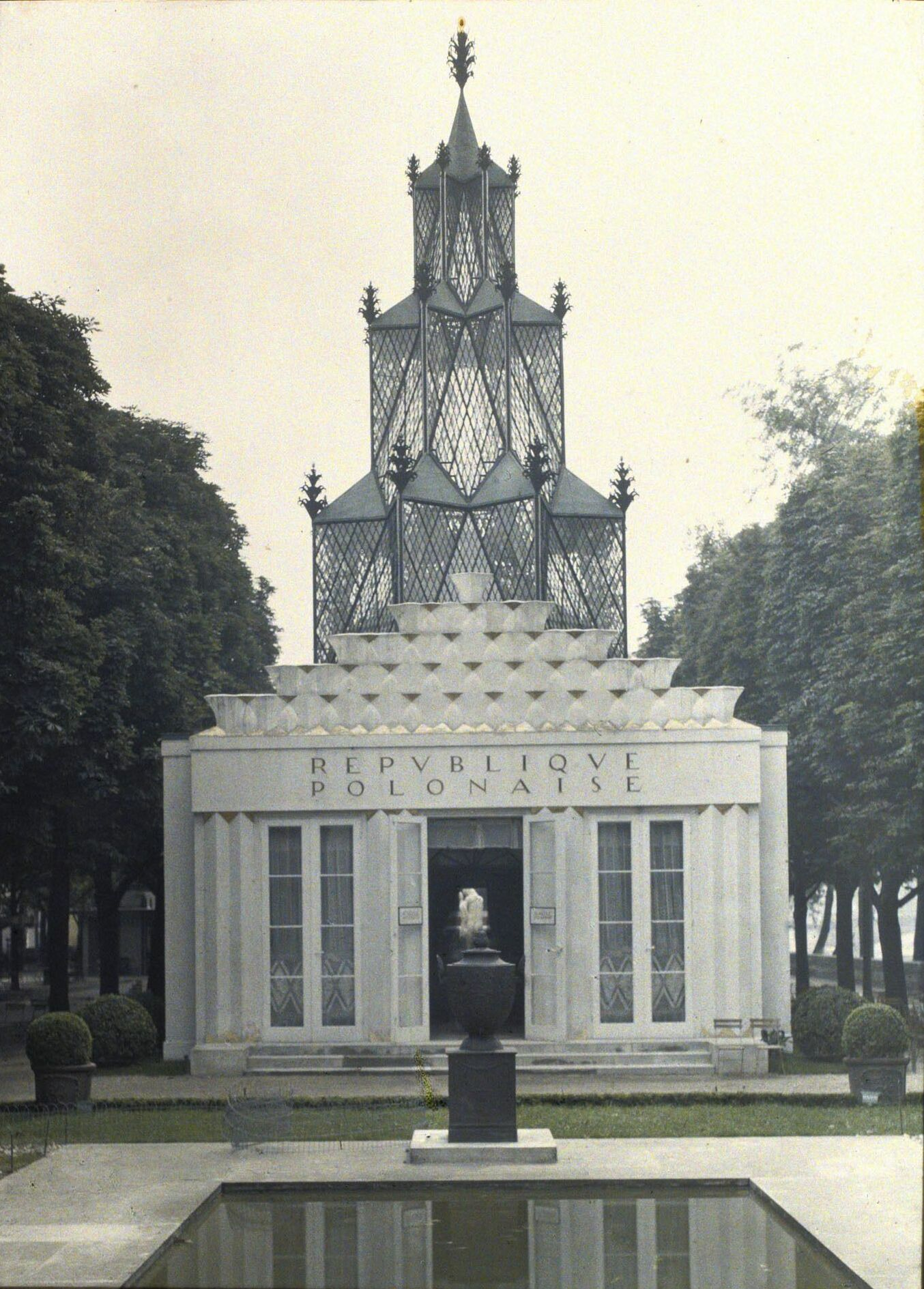
Poolse paviljoen. Wereldtentoonstelling van 1925 in Parijs.
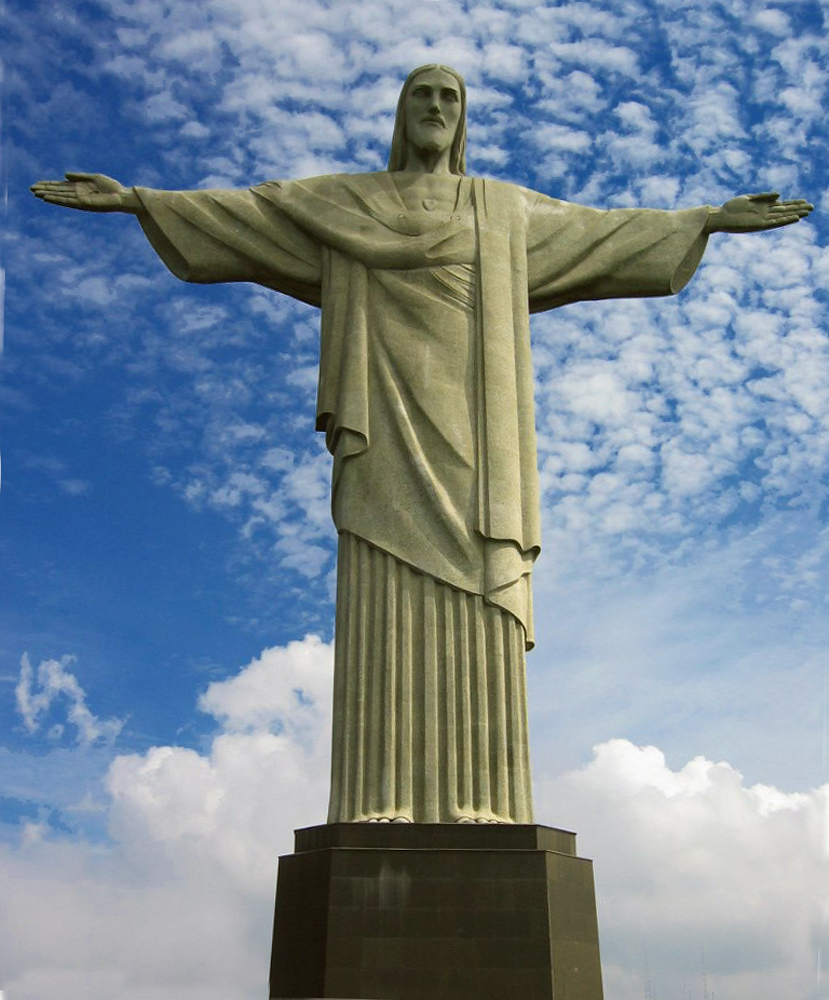
Het beeld van Christus in Rio de Janeiro, Brazilië, het grootste art-deco-beeld ter wereld, 1922-1931.
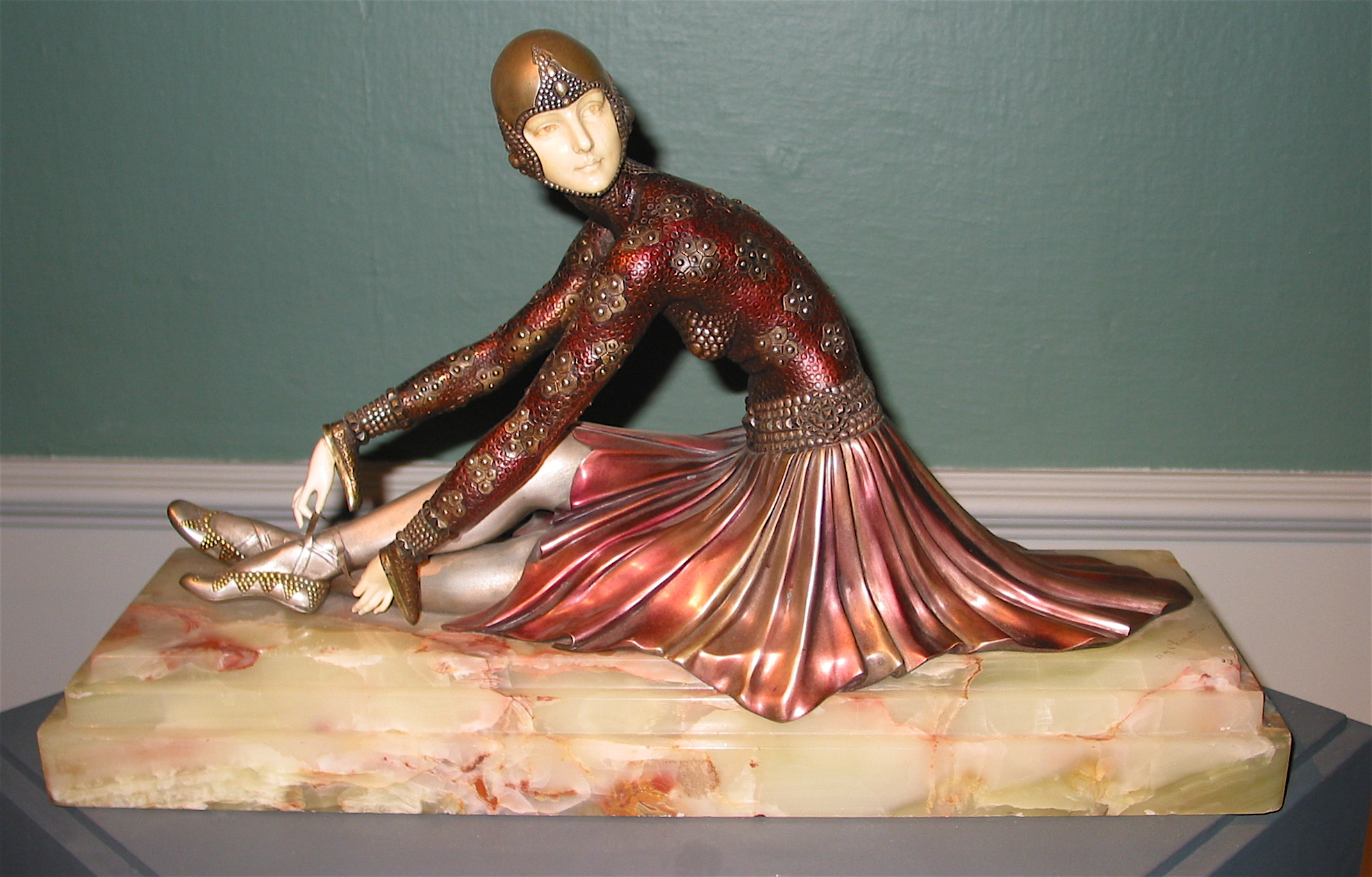
Art-decosculptuur van Dehmêtre Chiparus, getoond op het 8ste "World Congress of Art Deco" in Kaapstad.
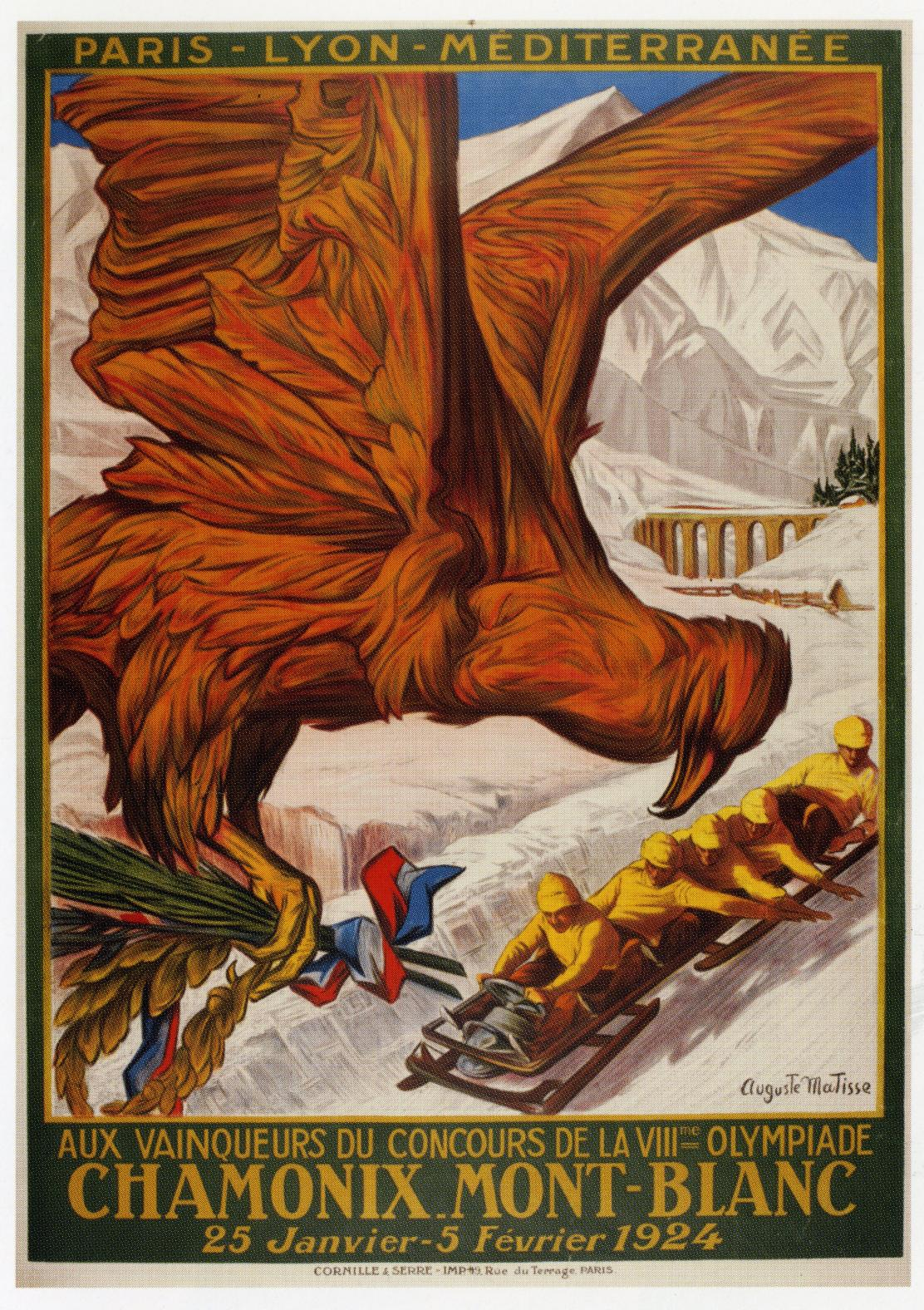
Poster van de Olympische Winterspelen in Chamonix 1924
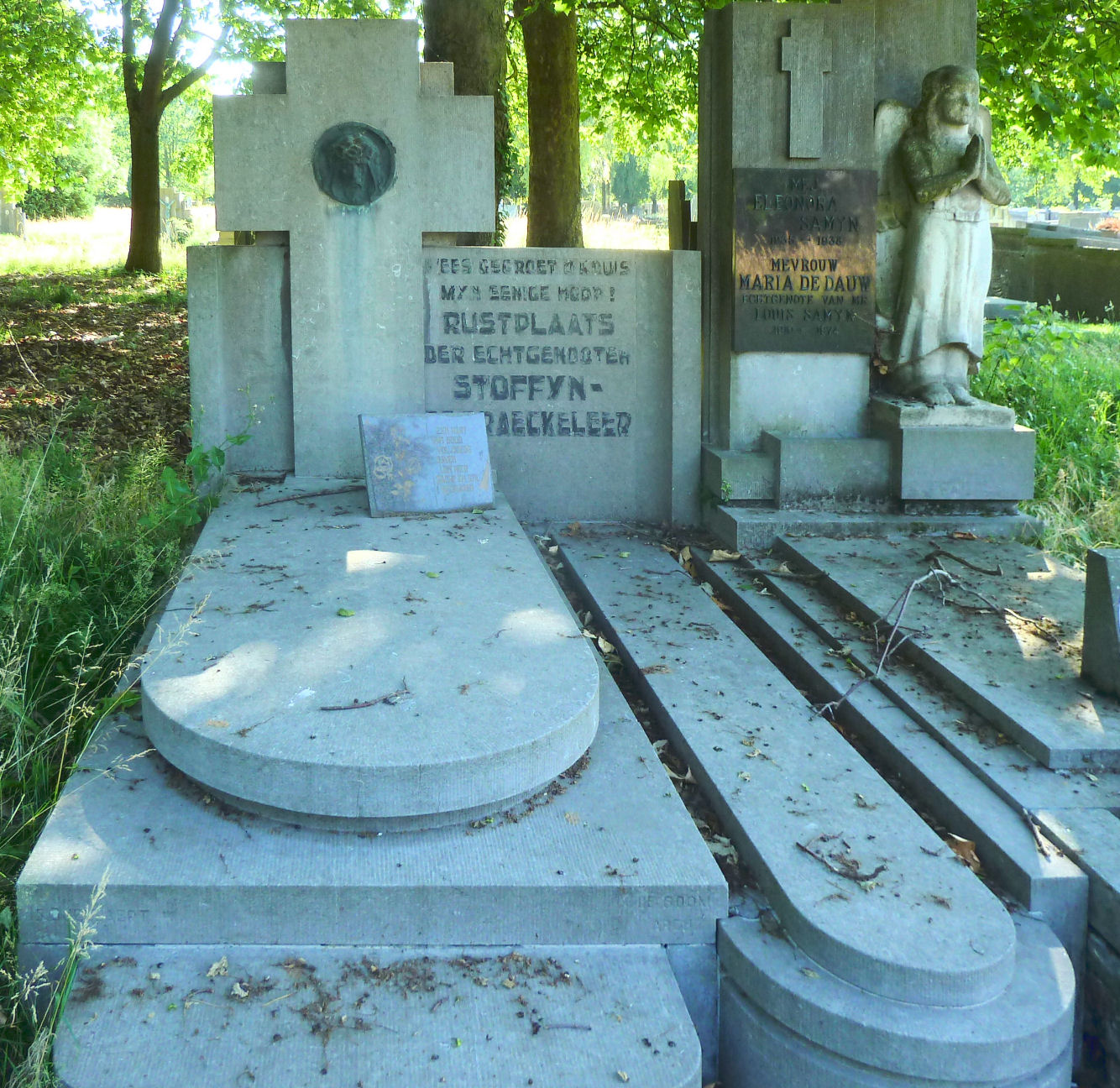
Grafzerk, Parkbegraafplaats Tereken, ontworpen door architect Hilaire De Boom

## Verwante stromingen en stijlen
- Streamline Design
- Amsterdamse School
- Nieuwe Haagse School
- nieuwe beelding
- De Stijl
- expressionisme
- constructivisme
- functionalisme
- futurisme
- kubisme
- modernisme